# Breaking Bad
Breaking Bad là một bộ phim truyền hình dài tập của Mỹ thuộc đề tài chính kịch hình sự theo phong cách tân Viễn Tây do Vince Gilligan chế tác kiêm sản xuất. Tác phẩm chính thức lên sóng trên kênh AMC từ ngày 20 tháng 1 năm 2008 đến ngày 29 tháng 9 năm 2013, gồm 5 mùa với 62 tập phim. Breaking Bad lấy bối cảnh và được quay chủ yếu tại Albuquerque, New Mexico. Phim kể về câu chuyện của Walter White (Bryan Cranston), một giáo viên hóa học phổ thông bất đắc chí, gần như thất nghiệp, đang phải vật lộn với căn bệnh ung thư phổi giai đoạn ba. Để đảm bảo tài chính cho gia đình mình trước khi chết, Walter quyết định chọn con đường phạm pháp, hợp tác với cậu học trò cũ Jesse Pinkman (Aaron Paul) để điều chế và phân phối ma túy đá kết tinh, đồng thời phải né tránh hàng loạt mối nguy giữa thế giới tội phạm ngầm. Tựa đề của phim, theo nghĩa thông tục phía nam Hoa Kỳ có thể hiểu là "chuyển sang sống đời tội phạm". Gillian đã khắc họa tính đặc trưng cho loạt phim của mình khi phơi bày hành trình biến chất của Walter White, từ một Mr. Chips nói năng nhẹ nhàng trở thành một Scarface thực thụ.  
Dàn diễn viên thứ chính của bộ phim gồm Anna Gunn trong vai Skyler, vợ của Walter; RJ Mitte trong vai Walter Jr., con trai ông; Betsy Brandt trong vai Marie Schrader, em gái Skyler và Dean Norris trong vai Hank, chồng của Marie, đồng thời cũng là một đặc vụ DEA. Ngoài ra còn có Bob Odenkirk trong vai Saul Goodman, gã luật sư gian manh của Walter và Pinkman; Jonathan Banks trong vai Mike Ehrmantraut, chuyên gia theo dõi kiêm giải quyết rắc rối; Giancarlo Esposito trong vai ông trùm ma túy Gus Fring. Mùa phim cuối cùng còn xuất hiện thêm Jesse Plemons trong vai tên tội phạm tham vọng Todd Alquist và Laura Fraser trong vai Lydia Rodarte-Quayle, một giám đốc điều hành kinh doanh, vụng về trong việc che giấu hoạt động buôn bán ma túy của Walter White trên toàn cầu thông qua công ty của cô. 
Mùa đầu tiên của Breaking Bad được đánh giá tích cực, trong khi các mùa còn lại thì luôn nhận được sự tán dương nhiệt liệt từ khán giả, khiến các nhà phê bình xem đây là một trong những phim truyền hình hay nhất mọi thời đại. Breaking Bad có lượng người theo dõi vừa phải trong ba mùa đầu tiên nhưng gia tăng đáng kể trong hai mùa còn lại khi loạt phim được Netflix phát hành ngay trước khi mùa thứ tư công chiếu. Vào thời điểm tập cuối cùng lên sóng, Breaking Bad là một trong số những chương trình truyền hình cáp được xem nhiều nhất tại Mỹ. Tác phẩm đã nhận được rất nhiều giải thưởng, bao gồm 16 giải Primetime Emmy, 8 giải Satellite, 2 giải Quả cầu vàng, 2 giải Peabody, 2 giải Lựa chọn của nhà phê bình điện ảnh và 4 giải của Hiệp hội phê bình truyền hình. Với Breaking Bad, Bryan Cranston đã 4 lần giành giải Primetime Emmy cho Nam diễn viên chính xuất sắc nhất, trong khi Aaron Paul 3 lần giành giải Primetime Emmy cho Nam diễn viên phụ xuất sắc nhất, Anna Gunn cũng mang về cho mình 2 giải Primetime Emmy cho Nữ diễn viên phụ xuất sắc nhất. Năm 2013, Breaking Bad có tên trong sách Kỷ lục Guinness với tư cách là chương trình truyền hình được giới phê bình đánh giá cao nhất từ trước đến nay.
Better Call Saul (Hãy gọi cho Saul), một loạt phim tiền truyện có sự góp mặt của Odenkirk, Banks và Esposito thể hiện lại chính các vai diễn của họ trong Breaking Bad, ra mắt trên AMC vào ngày 8 tháng 2 năm 2015 và đã được tái khởi động đối với mùa thứ sáu, mùa phim cuối cùng. Phần hậu truyện mang tên El Camino: A Breaking Bad Movie với sự tham gia của Aaron Paul cũng đã được phát hành trên Netflix và ra rạp vào ngày 11 tháng 10 năm 2019.

## Tiền đề
Lấy bối cảnh tại Albuquerque, New Mexico trong khoảng thời gian từ năm 2008 đến năm 2010. Breaking Bad dõi theo cuộc sống của Walter White, một giáo viên hóa học trung học hiền lành, vì muốn kiếm thêm tiền cho gia đình khi biết tin mình bị ung thư giai đoạn cuối, ông đã dần chuyển mình trở thành một tên buôn bán ma túy đá địa phương đầy tàn nhẫn. Ban đầu, Walter chỉ sản xuất một vài mẻ ma túy nhỏ trong gian phòng thì nghiệm cuốn chiếu, cùng với đồng sự là cậu học trò cũ Jesse Pinkman. Nhưng sau đó, hai thầy trò nhanh chóng mở rộng quy mô làm ăn khi điều chế thành công một loại ma túy đá có màu xanh lam, vô cùng tinh khiết và rất đắt hàng. Từ đây, Walter White lấy tên "Heisenberg" để che giấu danh tính thật của bản thân. Do các hoạt động buôn bán chất cấm của mình, Walter cuối cùng cũng phải đối mặt với hàng loạt mâu thuẫn từ gia đình, Lực lượng Chống ma túy (DEA) liên quan tới người em rể Hank Schrader, cho đến các băng đảng địa phương hay Mexico và nhà phân phối khu vực của họ, khiến cuộc sống của ông gặp rất nhiều rủi ro.

## Sản xuất

### Ý tưởng
Breaking Bad được chế tác bởi Vince Gilligan – tác giả loạt The X-Files của Fox. Gilligan muốn tạo ra một bộ phim mà nhân vật chính dần biến thành kẻ phản diện. Ông nói: "Các bộ phim truyền hình có truyền thống rất tốt trong việc giữ cho nhân vật của mình luôn rơi vào trạng thái bế tắc khi tự áp đặt lựa chọn cho bản thân, giúp loạt phim có thể diễn ra trong nhiều năm hoặc thậm chí nhiều thập kỷ. Khi nhận ra điều này, việc tiếp theo tôi nghĩ tới là làm thế nào có thể thực hiện được một series mà động lực cơ bản của nó là hướng đến sự thay đổi?". Ông cũng cho biết, mục tiêu của ông với nhân vật Walter White là biến Walter từ Mr. Chips thành Scarface. Gilligan tin rằng ý đồ thể hiện sự biến đổi mạnh mẽ, đầy đủ của một nhân vật trong suốt chiều dài một bộ phim truyền hình là mạo hiểm và sẽ rất khó để truyền tải tốt nếu không có các yếu tố mạnh khác hỗ trợ, chẳng hạn như kỹ xảo điện ảnh và trình độ diễn xuất.
Sáng kiến phim nảy ra khi Gilligan nói chuyện với cây viết của The X-files, Thomas Schnauz, về tình trạng thất nghiệp hiện tại của họ và nói đùa với nhau rằng giải pháp là "tạo ra một phòng thí nghiệm ma túy đá ở phía sau chiếc RV rồi đi khắp đất nước để nấu đá và kiếm tiền".
Sau khi viết xong ý tưởng cho loạt phim và tập thử nghiệm, Gilligan đã giới thiệu dự án tới Sony Pictures Televison và nhận được sự quan tâm hỗ trợ từ họ. Sony đã sắp xếp các cuộc gặp mặt với các đài cáp khác nhau. Showtime bỏ qua Breaking Bad vì nó có nhiều điểm tương đồng về mặt nội dung với Weeds, một series mà kênh này đã đang chiếu. Trong khi các nhà sản xuất của Gilligan thuyết phục ông rằng Breaking Bad đủ khác biệt để thành công, Gilligan sau đó bày tỏ, ông sẽ không tiếp tục kế hoạch nếu biết về Weeds trước đó. Các nhà đài khác như HBO, TNT cũng đưa ra lời từ chối, cuối cùng FX tỏ ra quan tâm và đã có những thảo luận ban đầu về việc sản xuất tập thử nghiệm. Cùng lúc này, FX cũng đã bắt đầu phát triển Dirt, một bộ phim truyền hình tội phạm, dành cho nữ giới và với ba chương trình dành cho nam giới đang phát sóng, FX đã quyết định bỏ qua Breaking Bad để tập trung cho Dirt.
Một trong những người đại diện của Gilligan đã nói chuyện với Jeremy Elice, phụ trách mảng chương trình gốc của AMC và cũng đang tìm kiếm thêm các chương trình truyền hình mới để bổ sung cùng với bộ Mad Men sắp ra mắt của đài. Elice bị hấp dẫn và ngay sau đó một cuộc họp giữa Gilligan, Elice và hai giám đốc điều hành chương trình đã diễn ra. Gilligan không lạc quan vì sợ rằng ông sẽ bị loại nhưng thay vào đó, cả ba đều tỏ ra rất quan tâm và cuộc họp kết thúc bằng việc sắp xếp để AMC lấy được quyền từ FX và tiến hành sản xuất tập thử nghiệm. Phải mất một năm sau cuộc họp này để Sony thiết đặt xong xuôi với AMC và chính thức bắt đầu làm phim.

### Quá trình phát triển
Kênh truyền hình đã sắp xếp chín tập phim cho mùa đầu tiên (bao gồm cả tập thử nghiệm), nhưng cuộc đình công của Nghiệp đoàn Biên kịch Mỹ năm 2007–08 đã khiến mùa đầu chỉ còn bảy tập, cũng như trì hoãn việc bắt tay sản xuất mùa thứ hai. Trong vòng chín tập đầu, Gilligan đã từng lên kế hoạch để Jesse hoặc Hank bị giết trong một khoảnh khắc "can đảm", đánh dấu sự kết thúc mùa đầu tiên. Kế hoạch này bị huỷ bỏ do hạn chế số tập, điều mà sau này Gilligan nhận thấy là điều đúng đắn khi xét tới năng lực diễn xuất của cả Paul và Norris qua các mùa phim. Cuộc đình công cũng giúp làm chậm quá trình sản xuất đủ lâu để Gilligan và các cây bút của ông điều chỉnh lại nhịp độ của loạt phim, vốn có các sự kiện ban đầu diễn ra rất nhanh. Gould khẳng định, chính cuộc đình công đã "cứu loạt phim", rằng nếu họ sản xuất thêm hai tập cho mùa đầu tiên, họ sẽ đi theo đường hướng sáng tạo khác mà ông tin sẽ khiến Breaking Bad chấm dứt ở ngay mùa thứ ba.
Ban đầu kịch bản được đặt tại Riverside, California, nhưng theo gợi ý của Sony, Albuquerque đã được chọn làm địa điểm sản xuất do các điều kiện tài chính thuận lợi mà bang New Mexico đưa ra. Gilligan kể lại, điều này kéo theo việc "chúng tôi luôn phải tránh dãy núi Sandia Mountains trong các cảnh quay về phía đông", bối cảnh cốt truyện cũng được thay đổi thành chính địa điểm làm phim. Breaking Bad quay chủ yếu bằng loại phim 35mm, với các máy quay kỹ thuật số được sử dụng khi cần thiết cho các góc quay bổ sung, quay từ điểm nhìn nhân vật hoặc quay time-lapse. Phim có kinh phí mỗi tập là 3 triệu đô la Mỹ, cao hơn mức trung bình cho một chương trình truyền hình cáp cơ bản.
Vào khoảng năm 2010, AMC đã bày tỏ với Sony Pictures Television và Gilligan rằng họ cảm thấy mùa thứ ba sẽ là mùa cuối cùng của Breaking Bad. Sony bắt đầu rao bán chương trình và đã nhanh chóng nhận được sự quan tâm từ FX cho hai mùa tiếp theo, nhưng rồi AMC thay đổi quyết định và cho phép Breaking Bad tiếp tục trình chiếu. Cùng thời điểm này, Netflix đang bắt đầu tích cực mua sắm nội dung, bổ sung vào dịch vụ của mình và đã thu xếp một thỏa thuận với Sony để có được Breaking Bad khi kết thúc mùa thứ tư. Tuy nhiên, biết về ý đồ ngừng tiếp tục phát sóng của AMC, Sony đã thúc đẩy nhanh quá trình sản xuất loạt phim để nó kịp xuất hiện trên Netflix ngay từ mùa thứ tư. Chính điều này đã làm lượng người xem Breaking Bad tăng đáng kể khi người ta say mê bộ phim trên nền tảng Netflix, giúp đảm bảo cho mùa thứ năm có thể được thực hiện. Mùa thứ năm ra mắt với số lượng người xem gấp đôi mùa trước nhờ được phát hành trên Netflix. Gilligan cảm ơn Netflix về sự phổ biến của Breaking Bad tại lễ trao giải Emmy vào tháng 9 năm 2013, sau khi bộ phim kết thúc, rằng Netflix "đã giúp chúng tôi tiếp tục phát sóng".
Khi tiếp tục phát triển Breaking Bad, Gilligan và đội ngũ biên kịch đã xây dựng nhân vật Walter White ngày càng mất đi thiện cảm. Gilligan nói trong suốt thời gian của loạt phim: "Ông ấy sẽ từ một vai chính diện trở thành một nhân vật phản diện. Chúng tôi muốn khiến mọi người đặt câu hỏi về nhân vật mình đang theo dõi và tại sao họ lại dõi theo nhân vật này". Bryan Cranston phát biểu trong mùa thứ tư: "Tôi nghĩ Walt nhận ra rằng trở thành một kẻ săn đuổi tốt hơn là một kẻ bị săn đuổi. Ông ấy đang trên con đường trở nên xấu xa".
Vào tháng 7 năm 2011, Vince Gilligan cho biết, ông dự định kết thúc Breaking Bad vào cuối mùa thứ năm. Đầu tháng 8 năm 2011, các cuộc đàm phán đã bắt đầu về một thỏa thuận liên quan đến mùa thứ năm và có thể là mùa cuối cùng của Breaking Bad giữa đài AMC và Sony Pictures Television, công ty sản xuất loạt phim. AMC đề xuất rút ngắn mùa thứ năm xuống còn sáu đến tám tập, thay vì 13 tập để cắt giảm chi phí, nhưng nhà sản xuất đã từ chối. Sony sau đó đã tiếp cận với các kênh truyền hình cáp khác để bàn về việc kế thừa phát sóng loạt phim nếu không thể thực hiện được giao kèo với AMC. Tới ngày 14 tháng 8 năm 2011, AMC gia hạn loạt phim cho mùa thứ năm và cũng là mùa cuối cùng với 16 tập. Tuy nhiên, tháng 4 năm 2012, Bryan Cranston lại tiết lộ rằng mùa thứ năm sẽ được chia thành hai nửa, với tám tập đầu tiên ra mắt vào năm 2012 và tám tập cuối vào năm 2013.
Trước mùa cuối của Breaking Bad, Gilligan nói về việc rất khó để viết kịch bản cho Walter White vì nhân vật này quá đen tối và nhập nhằng về mặt đạo đức: "Tôi sẽ nhớ loạt phim này khi nó kết thúc, nhưng từ một góc độ nào đó, tôi thấy mình nhẹ nhõm hơn khi không còn có Walt trong đầu". Ông sau này còn cho biết ý tưởng về tính cách của Walter đã khiến bản thân tò mò đến nỗi "không nghĩ nhiều về chuyện liệu nó có thu hút được khán giả hay không", và có khi đã định từ bỏ ý tưởng do nó quá "kỳ quặc, đen tối", khó có thể gây chú ý cho các nhà sản xuất. Cuối cùng, Gilligan đã chọn kết thúc Breaking Bad bằng cái chết của Walter White, sau hành trình hai năm của ông kể từ lần đầu tiên được chẩn đoán mắc bệnh ung thư và biết mình chỉ còn có thể sống thêm hai năm. Vince Gilligan cũng chia sẻ vào cuối loạt phim, "có cảm giác như chúng ta nên giữ lời hứa của mình với khán giả từ ngay tập đầu tiên".

### Tuyển chọn diễn viên
—Vince Gilligan, nói về Bryan Cranston
Vince Gilligan, nhà chế tác của Breaking Bad đã quyết định chọn Bryan Cranston cho vai Walter White dựa trên quá trình làm việc với Bryan trong tập "Drive" của loạt phim truyền hình khoa học viễn tưởng The X-files mà ông từng làm biên kịch. Trong tập phim đó, Cranston đóng vai một người bài Do Thái mắc bệnh nan y và đã bắt nhân vật chính của loạt phim là Fox Mulder (David Duchovny) làm con tin. Gilligan cho biết nhân vật Walter White phải được thể hiện sao cho vừa đáng ghét nhưng cũng vừa đáng được cảm thông, và "Chỉ riêng Bryan là diễn viên duy nhất có thể thực hiện được mánh khóe này. Một mánh khóe mà tôi không biết anh ta đã làm như thế nào". Các quan chức của AMC, những người ban đầu lưỡng lự trong việc lựa chọn tuyển diễn viên, chỉ biết tới Cranston qua vai diễn xuất sắc Hal trong loạt phim hài Malcolm in the Middle, trước đó đã nhắm tới John Cusack và Matthew Broderick cho vai diễn Walter White. Khi cả hai nam diễn viên từ chối, các giám đốc điều hành mới bị thuyết phục khi xem tập The X-files có Cranston.
Cranston góp phần không nhỏ vào sự hình thành và phát triển của nhân vật Walter White. Khi Gilligan bỏ ngõ phần lớn quá khứ của Walter trong quá trình phát triển cốt truyện, nam diễn viên đã tự mình viết thêm câu chuyện riêng cho nhân vật. Khi bắt đầu loạt phim, Cranston đã tăng 10 pound để phù hợp hơn với thể trạng của Walter White và tạo cho mình một mái tóc nhuộm màu nâu đỏ. Ông hợp tác cùng nhà thiết kế trang phục Kathleen Detoro với toàn những bộ quần áo màu xanh lá cây hoặc màu nâu, để làm cho nhân vật trở nên thật nhạt nhẽo và chẳng có gì nổi bật, đồng thời làm việc với chuyên gia trang điểm Frieda Valenzuela để tạo ra bộ ria mép mà ông mô tả là "trông bất lực" và chẳng khác gì một "con sâu chết". Cranston liên tục tìm ra các yếu tố trong một số kịch bản mà ông không đồng tình về cách xử lý nhân vật, thậm chí đã gọi điện trực tiếp cho Gilligan khi không thể giải quyết bất đồng với nhóm biên kịch của tập phim. Cranston cho biết ông được truyền cảm hứng một phần từ hình ảnh người cha già của mình về cử chỉ của Walter White, điều mà ông tả là "luôn hơi cúi người xuống, không bao giờ đứng thắng, cứ như thể sức nặng của cả thế giới đang đè lên vai người đàn ông này vậy". Trái ngược với nhân vật của mình, Cranston lại được miêu tả là một người cực kỳ vui tươi trên phim trường, Aaron Paul gọi ông là "một đứa trẻ mắc kẹt trong cơ thể của một người đàn ông".
Ban đầu, việc chọn Aaron Paul thủ vai cũng khiến các nhà sản xuất hoài nghi vì Paul quá già và trông giống một anh chàng "đẹp mã" hơn là một tên nấu đá. Tuy nhiên, Gilligan đã xem xét lại kỹ năng diễn xuất của Paul sau khi xem buổi thử vai của anh và nhớ lại rằng Paul cũng đã từng đóng vai khách mời trong tập "Lord of the Flies" của The X-files. Ban đầu, Gilligan dự định để Pinkman bị giết vào cuối mùa đầu tiên của Breaking Bad trong một vụ mua bán ma túy với mục đích khiến cho Walter White cảm thấy tội lỗi. Tuy nhiên, Gilligan cho biết trong tập thứ hai của mùa phim, ông đã rất ấn tượng với màn trình diễn của Paul đến nỗi "đã sớm nhận ra rằng sẽ là một sai lầm to lớn nếu giết chết Jesse". Tương tự, Dean Norris đã thể hiện khả năng hóa thân thành người thực thi công lý trong tập phim "F. Emasculata" của The X-Files và được chọn đảm nhận vai Hank Schrader, em rể của Walter White, đồng thời là một đặc vụ DEA.

### Tính chính xác về mặt khoa học
Donna Nelson, một giáo sư hóa hữu cơ tại Đại học Oklahoma, đã kiểm tra các kịch bản và đóng góp lời thoại. Cô cũng là người vẽ các cấu trúc và viết các phương trình hóa học dùng làm đạo cụ. Theo lời nhà chế tác Vince Gilligan,
Tiến sĩ Donna Nelson từ Đại học Oklahoma đã tiếp cận đội ngũ làm phim vài mùa trước và nói, "Tôi thực sự thích chương trình này và nếu anh cần giúp đỡ về chuyên môn hóa học, tôi rất muốn giúp một tay". Cô ấy là một cố vấn tuyệt vời. Chúng tôi nhận được trợ giúp ở bất cứ vấn đề nào mình cần, cho dù đó là hóa học, kỹ thuật điện hay vật lý. Chúng tôi cố gắng làm mọi thứ thật chính xác. Cố vấn không phải lúc nào cũng túc trực trên phim trường, nên phải cho chạy trước một số cảnh nhất định cần các chuyên gia.
Gilligan nói: "Vì Walter White phải trao đổi với các học sinh của mình, tôi đã giữ ý định đơn giản hóa chuyên môn trong các cảnh mô tả hoặc đối thoại ở những tập đầu cho đến khi chúng tôi thực sự nhận được sự giúp đỡ từ một vài nhà hóa học". Theo Gilligan, "Nelson xem xét các kịch bản để đảm bảo những cuộc đối thoại hóa học luôn chính xác và hợp thời. Một nhà hóa học khác đến từ Cơ quan Thực thi Dược phẩm có trụ sở tại Dallas cũng giúp ích rất nhiều". Về sự quan tâm của Gilligan dành cho tính chính xác trong các vấn đề khoa học, Nelson cho biết "Gilligan nói rằng điều đó tạo nên sự khác biệt ở anh ta".

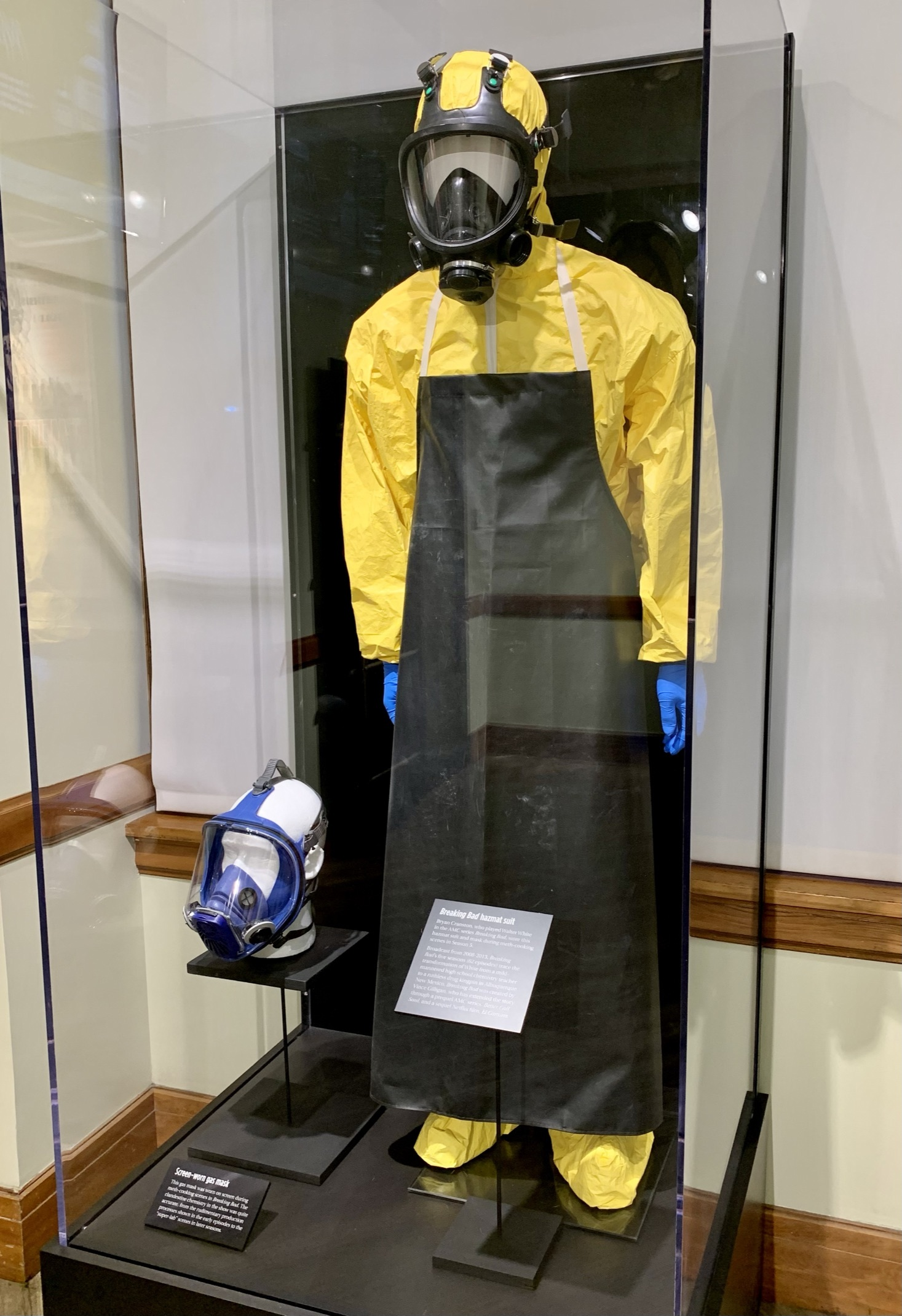
Mặt nạ phòng độc được các nhân vật đeo khi nấu meth trong Breaking Bad hiện đang trưng bày tại Bảo tàng Mob ở Las Vegas.

Một số tập của chương trình Mythbusters đã cố gắng xác thực hoặc bác bỏ vài phân cảnh trong Breaking Bad, thường có sự tham gia của Gilligan trong vai trò khách mời. Vào năm 2013, hai cảnh trong mùa đầu tiên của Breaking Bad đã được mổ xẻ kỹ lưỡng trong tập Mythbusters Breaking Bad special. Mặc dù có một số điều chỉnh so với những gì khán giả được thấy trong Breaking Bad, cả hai phân cảnh được tái hiện trong chương trình đều không diễn ra như trên phim. Người ta đã chứng minh rằng không thể sử dụng acid hydrofluoric để hòa tan hoàn toàn kim loại, thịt hoặc gốm như trong tập phim "Cat's in the Bag..." và mặc dù có thể ném thủy ngân fulminat thật mạnh xuống sàn để gây nổ, như trong tập "Crazy Handful of Nothin", Walter White sẽ cần một lượng hợp chất lớn hơn nhiều, đồng thời phải ném với tốc độ rất nhanh và có thể sẽ giết tất cả mọi người trong căn phòng. Một tập Mythbusters mang tên "Blow It Out of the Water", đã thử nghiệm khả năng lắp súng máy tự động trong xe hơi như ở tập kết thúc loạt phim "Felina" và thấy rằng điều đó là khả thi. Một tập khác của Mythbusters Jr. thì chứng minh rằng nam châm điện không thể hút các vật thể kim loại từ khắp phòng như trong tập "Live Free or Die".
Jason Wallach của tạp chí Vice khen ngợi tính chính xác của các phương pháp điều chế ma túy đá được trình bày trong loạt phim. Trong các tập đầu, Walter dùng tới phương pháp Nagai phổ biến một thời, sử dụng phosphor đỏ/iod cùng với pseudoephedrine làm tiền chất để tạo ra D-(+)-methamphetamin. Đến cuối mùa đầu tiên, ông buộc phải chọn sử dụng một con đường tổng hợp khác do gặp khó khăn trong việc thu thập đủ pseudoephedrine khi sản xuất ở quy mô lớn hơn. Phương pháp mới mà ông chọn là một phản ứng khử amin, áp dụng cho phenyl-2-propanone và methylamine. Trong Breaking Bad, phenyl-2-propanone (còn được gọi là phenylacetone hoặc P2P) được sản xuất từ acid phenylacetic và acid axetic bằng cách sử dụng lò ống với thori dioxide (ThO2) làm chất xúc tác, đề cập trong tập "A No Rough-Stuff -Type Deal "and" Más". P2P và methylamine tạo thành chất trung gian imine. Quá trình khử chất trung gian imine P2P-methylamine này được thực hiện bằng cách sử dụng hỗn hống nhôm-thủy ngân, mô tả trong một số tập chẳng hạn tập "Hazard Pay".

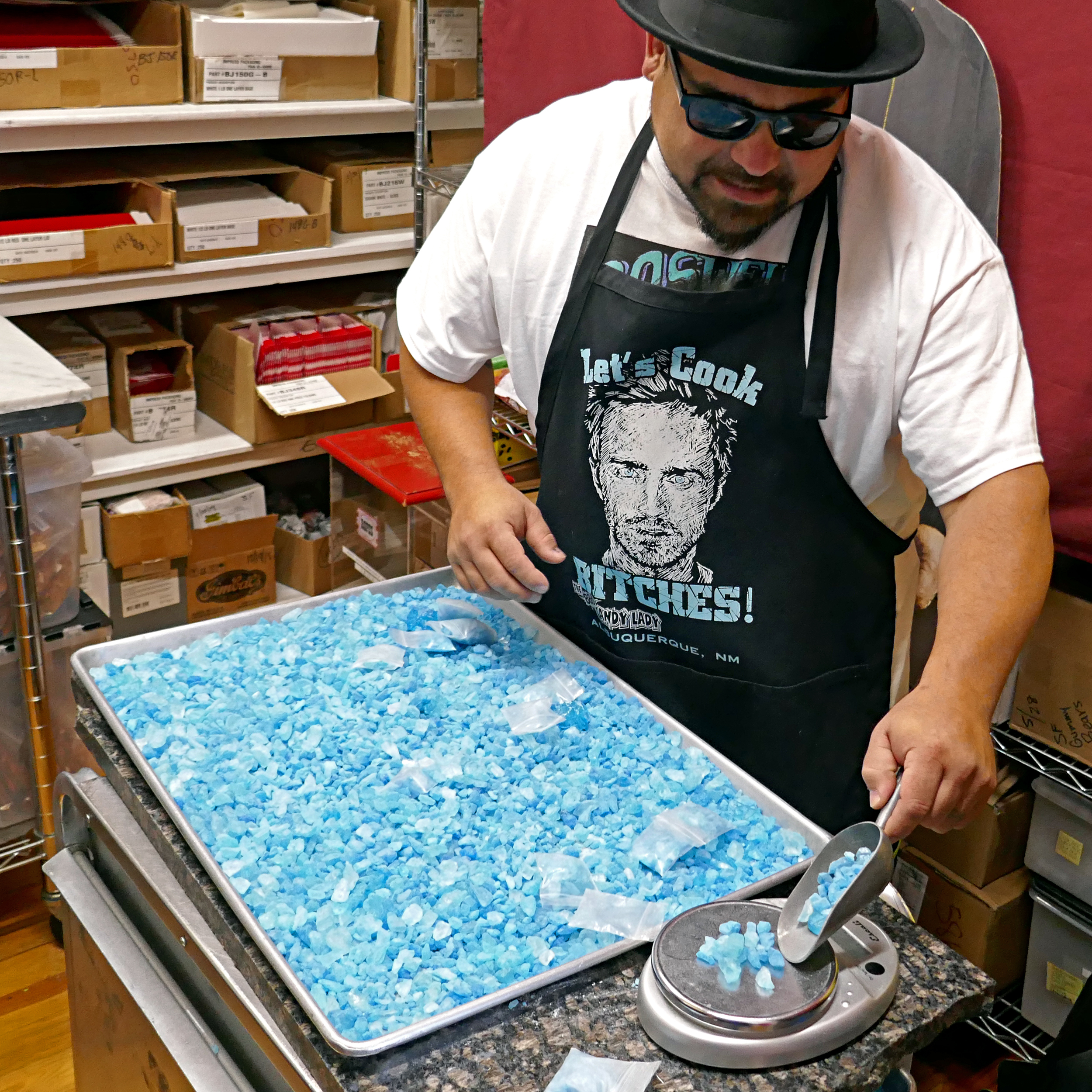
Meth trong từng tập phim là loại kẹo màu xanh được tạo ra bởi các nhân viên tại cửa hàng "The Candy Lady".

Một trong những chi tiết cốt yếu trong bộ phim là những viên pha lê mà Walter "nấu" có dạng tinh thể dài, tinh khiết và mang màu xanh lục lam đậm. Thực tế, pha lê ma túy đá siêu tinh khiết sẽ có màu trong hoặc trắng. 
Trong bài báo "Die Chemie bei Breaking Bad" trên Chemie in unserer Zeit, với tựa đề tiếng Anh trên ChemistryViews là "The Chemistry of Breaking Bad", Tunga Salthammer và Falk Harnish đã thảo luận về tính hợp lý của các phản ứng hóa học được thể hiện trong một số phân cảnh nhất định. Theo hai người, hóa học trong phim được mô tả rõ ràng như một ngành khoa học sản xuất mà không cần giải thích nhiều về các phương pháp phân tích. Mặt khác, các chủ đề khoa học nghiêm túc cũng được pha trộn trong các đoạn hội thoại với mục đích vẽ ra một thế giới mà hóa học đóng vai trò quan trọng.

### Khía cạnh kỹ thuật
Michael Slovis, nhà quay phim của Breaking Bad từ mùa thứ hai, đã nhận được nhiều lời khen trong suốt cả loạt phim. Giới phê bình đánh giá cao phong cách hình ảnh táo bạo mà bộ phim truyền hình áp dụng. Slovis cũng như nhà chế tác Vince Gilligan muốn quay Breaking Bad bằng CinemaScope nhưng không được Sony và AMC phê duyệt. Gilligan đã xem những bộ phim Viễn Tây của Sergio Leone như một tài liệu tham khảo để ông định hình tác phẩm của mình. Breaking Bad mang về cho Slovis bốn đề cử Giải thưởng Primetime Emmy ở hai hạng mục Quay phim xuất sắc cho loạt phim một giờ và Quay phim xuất sắc cho loạt phim đơn camera.
Người ta sử dụng loại phim 35mm để quay Breaking Bad vì sức mạnh của loại phim này cũng như để tiết kiệm chi phí quay phim. Ngoài ra, nó còn cho phép chuyển đổi kỹ thuật số sang độ phân giải 4K. Đến cuối mùa thứ năm, các tập phim đã tiêu tốn kinh phí tới 6 triệu đô la Mỹ.
Kelley Dixon là một trong số ít biên tập viên của Breaking Bad và là người đã biên tập nhiều "phân cảnh liên quan tới ma túy" trong loạt phim. Đối với dựng phim, cô sử dụng các kỹ thuật như cắt đoạn nhảy và xen kẽ tốc độ phim, nhanh hơn hoặc chậm hơn. Dixon đã nhận được 6 đề cử Giải Primetime Emmy ở hạng mục Chỉnh sửa hình ảnh bằng camera đơn xuất sắc cho phim truyền hình và giành giải này vào năm 2013.

## Dàn diễn viên và nhân vật

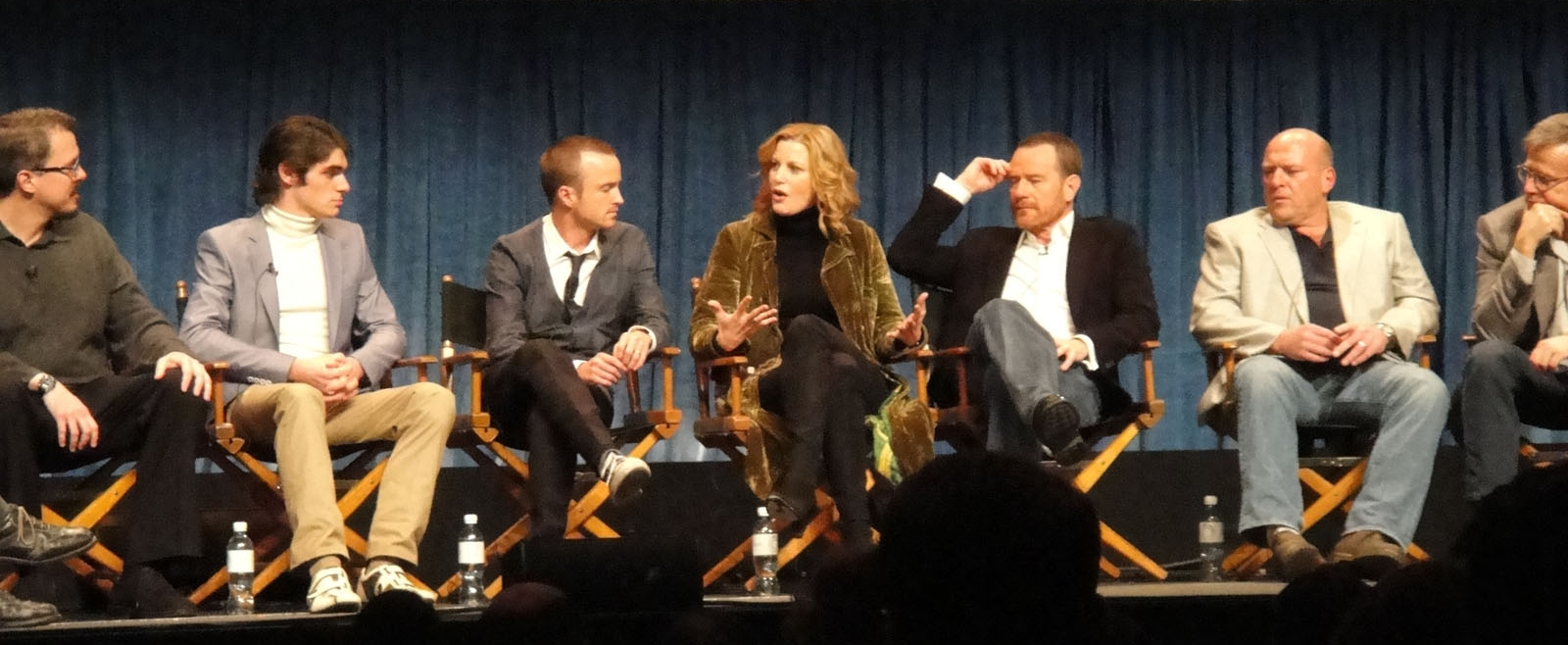
Dàn diễn viên và ê-kip của Breaking Bad (từ trái sang phải): nhà chế tác Vince Gilligan, RJ Mitte (Walter Jr.), Aaron Paul (Jesse Pinkman), Anna Gunn (Skyler White), Bryan Cranston (Walter White), Dean Norris (Hank Schrader) và nhà sản xuất Mark Johnson

### Nhân vật chính
- Bryan Cranston trong vai Walter White, một giáo viên hóa học, người được chẩn đoán mắc bệnh ung thư phổi giai đoạn ba không lâu sau sinh nhật lần thứ 50 của mình và quyết định sản xuất ma túy để đảm bảo tài chính cho gia đình. Khi công việc kinh doanh mờ ám của mình phát triển, Walter trở nên khét tiếng với bí danh "Heisenberg". Cranston nói rằng, mặc dù rất thích diễn hài, nhưng ông đã quyết định,... thực sự tôi nên tập trung vào việc khác. Nhưng tôi vẫn nghĩ rằng để xứng đáng là một tác phẩm tốt, thì bất kỳ bộ phim truyền hình nào đều phải luôn có một chút hài kịch trong đó, bởi nó giúp bạn có thể giảm bớt sự căng thẳng cho khán giả khi cần thiết, trước khi thiết lập điều đó một lần nữa. Walt White không biết đôi khi ông ấy hài hước, nhưng là một diễn viên, tôi nhận ra những khoảnh khắc và cơ hội dành cho sự dí dỏm.[59]
- Anna Gunn trong vai Skyler White, vợ của Walter, người đã mang thai đứa con thứ hai của họ trước khi ông được chẩn đoán ung thư và ngày càng nghi ngờ chồng mình sau khi Walter thường xuyên cư xử khác thường. Gunn coi Skyler là một con người "thực tế, cứng rắn, thông minh và có định hướng". Cô xem sự nghiệp viết lách đang dang dở của Skyler là ước mơ lớn nhất của nhân vật này và nói rằng, "Tôi nghĩ cô ấy thực sự khao khát trở thành một nghệ sĩ, để trở nên sáng tạo và có ích hơn".[60]
- Aaron Paul trong vai Jesse Pinkman, học trò cũ kiêm cộng sự điều chế ma túy đá của Walter. Paul coi Jesse là một đứa trẻ vui tính. "Anh ta là một linh hồn lạc lối. Tôi không nghĩ anh ta là một đứa trẻ hư, chỉ là phải đứng lẫn giữa toàn những kẻ xấu mà thôi". Paul nói rõ hơn về lý lịch của nhân vật, "Xuất thân của anh ta không liên quan tới các vấn đề như lạm dụng hay nghiện rượu. Nhưng dường như anh không được kết nối với cha mình, có lẽ người cha đã quá hà khắc và áp đặt với Jesse". Paul so sánh mối quan hệ của Jesse Pinkman và Walter White với bộ phim truyền hình The Odd Couple.[61]
- Dean Norris trong vai Hank Schrader, chồng của Marie, em rể của Walter và Skyler, đồng thời là một đặc vụ DEA. Vào đầu loạt phim, Hank đã được dự định là một "nhân vật giải tỏa căng thẳng". Norris, người trước đây từng đóng nhiều vai cảnh sát trong phim và chương trình truyền hình, nói

Vì rất hay đóng vai cảnh sát nên tôi đã nói chuyện với nhiều cố vấn kỹ thuật và nhờ đó góp nhặt được những điều hữu ích. Thật trùng hợp, một trong những người bạn thuở nhỏ của tôi là cảnh sát ở Chicago và một anh bạn thân khác thì làm cảnh sát trưởng ở LA. Do vậy, tôi có thể thấy được tất cả góc cạnh của ngành nghề này. 
- Betsy Brandt trong vai Marie Schrader, em gái của Skyler và là cô vợ mắc chứng ăn trộm vặt của Hank. Brandt mô tả Marie là "một con khốn khó ưa", nhưng cũng nói rằng nhân vật này còn nhiều điều đáng chú ý hơn. "Tôi nghĩ bây giờ chúng ta đang thấy nhiều hơn về việc Marie sẽ luôn ở đó vì gia đình. Nhưng tất cả vẫn là vì bản thân cô ta".[63]
- RJ Mitte trong vai Walter White Jr., đứa con trai bại não của Walter và Skyler. Cậu bắt đầu trở nên chán nản sau khi nghe Walter thông báo về căn bệnh ung thư của ông. Giống như Walter Jr., RJ Mitte cũng bị bại não nhưng ở mức nhẹ hơn.[64] Mitte cho biết anh đã phải rút khỏi liệu pháp trị liệu của mình để hóa thân thành nhân vật, thức khuya để tập diễn thoại và học cách đi nạng sao cho bước đi của anh trên phim trông thật chân thật.[65]
- Bob Odenkirk trong vai Saul Goodman (nhân vật phụ trong mùa 2, nhân vật chính từ mùa 3 đến mùa 5), một luật sư trú tại một trung tâm mua sắm nhỏ, người đại diện cho Walt và Jesse. Odenkirk đã lấy cảm hứng cho nhân vật Saul Goodman từ nhà sản xuất phim Robert Evans.

Tôi nghĩ về Robert Evans vì đã từng nghe The Kid Stays in the Picture trên CD. Ông ấy liên tục thay đổi ngữ điệu và cách nói, luôn nhấn mạnh những từ thú vị. Có vô số sắc thái trong lời thoại của ông ấy. Vì vậy, khi tự luyện tập một mình, tôi giả làm Robert Evans, tìm và diễn lại các khoảnh khắc ấy. Sau đó, ra ngoài và hóa thân thành Saul.
- Giancarlo Esposito trong vai Gustavo "Gus" Fring (nhân vật phụ trong mùa 2, nhân vật chính trong mùa 3 và 4), một nhà phân phối ma túy cấp cao người Chile, dưới lớp vỏ bọc là ông chủ của chuỗi cửa hàng đồ ăn nhanh Los Pollos Hermanos. Esposito chia sẻ trong mùa thứ ba rằng, ông đã kết hợp những bài luyện tập yoga của mình vào các màn diễn xuất.

Gus là người đàn ông điểm tĩnh nhất quả đất. Tôi liên hệ tới Eddie Olmos ngày xưa trong Miami Vice. Ông ta giống như kẻ chết rồi vậy. Tôi nghĩ, làm thế quái nào gã này đứng giữa đống lửa mà chẳng cần làm gì? Gus đã hoàn toàn cho phép tôi đạt tới độ linh hoạt và thư giãn đó - không phải vì ông ta có quyền lực tối thượng hay vì biết bản thân có thể đoạt mạng bất kỳ ai. Đơn giản, ông ta chỉ cần thật tự tin mà thôi.
- Jonathan Banks trong vai Mike Ehrmantraut (khách mời mùa 2, nhân vật chính từ mùa 3 đến nửa đầu mùa 5), làm việc cho Gus với tư cách là một sát thủ kiêm "người dọn dẹp đa năng", đồng thời cũng là thám tử tư của Saul. Mike được so sánh với Winston Wolf do Harvey Keitel thủ vai trong Pulp Fiction, nhưng Banks thì bày tỏ rằng mình không nghĩ tới việc so kè với vai diễn Winston Wolf: "Thành thật thì tôi ngay lập tức cố gắng gạt điều đó ra khỏi tâm trí của mình. Trên khắp thế giới này, bạn sẽ nghi ngờ về sự tồn tại của rất nhiều 'người dọn dẹp', dù là họ làm việc cho chính phủ hay các cá nhân".[68]
- Laura Fraser trong vai Lydia Rodarte-Quayle (nhân vật phụ trong nửa đầu mùa 5, nhân vật chính trong nửa cuối mùa 5), nhân viên cấp cao của Madrigal Electromotive và là cộng sự cũ của Gus Fring. Cô miễn cưỡng cung cấp methylamine cho Walt và Jesse cũng như giúp họ mở rộng hoạt động kinh doanh ra nước ngoài.
- Jesse Plemons trong vai Todd Alquist (nhân vật phụ trong nửa đầu mùa 5, nhân vật chính trong nửa cuối mùa 5), một thành viên của Vamonos Pest Control, sau này trở thành cộng sự của Walt và Jesse.

### Nhân vật phụ
- Steven Michael Quezada trong vai Steven "Gomey" Gomez – Đồng nghiệp cũng như bạn thân của Hank tại DEA, người hỗ trợ truy bắt và điều tra danh tính của Heisenberg. Trong những tình huống hài hước giữa anh và Hank, Gomez đóng vai trò "anh chàng thẳn thắn".
- Matty Jones trong vai Brandon "Badger" Mayhew – Người bạn lém lỉnh của Jesse và cũng là một con nghiện ma túy, anh thường giữ vai trò "nhân vật giải tỏa căng thẳng".
- Charles Baker trong vai Skinny Pete – Bạn của Jesse.
- Rodney Rush trong vai Christian "Combo" Ortega – Cũng là bạn và đồng bọn của Jesse.
- Jessica Hecht và Adam Godley trong vai Gretchen và Elliodt Schwartz – Đồng sở hữu của Grey Matter, một công ty mà họ đồng sáng lập cùng với Walter, người đã rời bỏ doanh nghiệp trước khi nó phát đạt. Gretchen từng là người mà Walt dành tình cảm sâu đậm và cũng là một phần lý do khiến ông rời đi.
- Raymond Cruz trong vai Tuco Salamanca – Tên trùm ma túy Mexico mắc chứng rối loạn nhân cách chống đối xã hội, là nhà phân phối ma túy của Walt và Jesse.
- Mark Margolis trong vai Hector Salamanca – Cựu thành viên cấp cao của băng đảng Juarez Cartel, hiện không thể đi lại hoặc nói chuyện vì đột quỵ, mọi hoạt động giao tiếp của ông đều cần sự hỗ trợ của một cái chuông. Ông là chú của Tuco, Marco và Leonel Salamanca.
- Christopher Cousins trong vai Ted Beneke – Ông chủ của Skyler và là chủ tịch của Beneke Fabricators, người bắt đầu vướng vào các vấn đề tài chính, khiến Skyler phải giúp đỡ.
- Krysten Ritter trong vai Jane Margolis – Chủ căn nhà trọ Jesse từng thuê và cũng là bạn gái đầu tiên của anh, là một con nghiện ma túy đang trong quá trình cai nghiện.
- John de Lancie trong vai Donald Margolis – Cha của Jane Margolis, một cán bộ kiểm soát không lưu.
- David Costabile trong vai Gale Boetticher – Nhà hóa học được Gus Fring thuê để làm việc cùng với Walter.
- Daniel Moncada và Luis Moncada trong vai Leonel và Marco Salamanca – Hai gã sát thủ lầm lì nhưng tàn nhẫn của băng đảng Juarez, là anh em họ của Tuco Salamanca và cháu trai của Hector Salamanca.
- Emily Rios trong vai Andrea Cantillo – Bạn gái thứ hai của Jesse, cũng là một người đang cai nghiện. Cô có một cậu con trai nhỏ tên là Brock.
- Jeremiah Bitsui trong vai Victor – Tay sai trung thành của Gus, cùng với Mike là hai người nhận và thực thi nhiệm vụ từ Gus.
- Ray Campbell trong vai Tyrus Kitt – Tay sai mới của Gus trong mùa 4.
- Lavell Crawford trong vai Huell Babineaux – Vệ sĩ của Saul, thỉnh thoảng giúp Walter xử lý vài vấn đề.
- Tina Parker trong vai Francesca Liddy – Nhân viên lễ tân của Saul Goodman.
- Bill Burr trong vai Patrick Kuby – Tên lừa đảo hay được Saul thuê, hắn chuyên nhận các nhiệm vụ như đe dọa, ép buộc hay đánh lạc hướng.
- Michael Bowen trong vai Jack Welker – Chú của Todd và là thủ lĩnh của Aryan Brotherhood, một băng đảng cực đoan da trắng.
- Kevin Rankin trong vai Kenny – Chỉ huy thứ hai của băng nhóm, dưới trướng Jack.

### Nhân vật khách mời đặc biệt
- Danny Trejo trong vai Tortuga – Thành viên một băng đảng ở Mexico và là người cung cấp thông tin cho DEA.
- DJ Qualls trong vai Getz – Sĩ quan cảnh sát Albuquerque, người khiến Badger sập bẫy DEA, khiến Walt phải nhờ tới sự trợ giúp của Saul Goodman.
- Jim Beaver trong vai Lawson – Một tay buôn vũ khí ở Albuquerque, người đã mang rất nhiều khẩu súng tới cho Walt.
- Steven Bauer trong vai Don Eladio Vuente – Thủ lĩnh của Cartel Juarez, người liên quan tới quá khứ của Gus.
- Robert Forster trong vai Ed Galbraith – Một thợ sửa máy hút bụi, đồng thời kinh doanh bí mật dịch vụ cung cấp nhân dạng mới.
- Charlie Rose trong vai chính mình.

## Các tập phim
| Mùa | Mùa                             | Số tập                          | Số tập                          | Phát sóng gốc        | Phát sóng gốc        | Phát sóng gốc |
| Mùa | Mùa                             | Số tập                          | Số tập                          | Phát sóng lần đầu    | Phát sóng lần cuối   | Network       |
| --- | ------------------------------- | ------------------------------- | ------------------------------- | -------------------- | -------------------- | ------------- |
|     | 1                               | 7                               | 7                               | 20 tháng 1 năm 2008  | 9 tháng 3 năm 2008   | AMC           |
|     | 2                               | 13                              | 13                              | 8 tháng 3 năm 2009   | 31 tháng 5 năm 2009  | AMC           |
|     | 3                               | 13                              | 13                              | 21 tháng 3 năm 2010  | 13 tháng 6 năm 2010  | AMC           |
|     | 4                               | 13                              | 13                              | 17 tháng 7 năm 2011  | 9 tháng 10 năm 2011  | AMC           |
|     | 5                               | 16                              | 8                               | 15 tháng 7 năm 2012  | 2 tháng 9 năm 2012   | AMC           |
|     | 5                               | 16                              | 8                               | 11 tháng 8 năm 2013  | 29 tháng 9 năm 2013  | AMC           |
|     | El Camino: A Breaking Bad Movie | El Camino: A Breaking Bad Movie | El Camino: A Breaking Bad Movie | 11 tháng 10 năm 2019 | 11 tháng 10 năm 2019 | Netflix       |

Loạt phim được phát hành đầy đủ trên định dạng DVD và Blu-ray vào ngày 26 tháng 11 năm 2013, với một hộp sưu tầm có hình dáng giống những chiếc thùng phuy mà Walt dùng để chôn tiền. Mỗi hộp có vài thành phần đặc biệt, bao gồm một bộ phim tài liệu hai giờ và một phiên bản kết phim hài hước. Trong đó, Cranston và bạn diễn Jane Kacmzmarek hóa thân thành hai nhân vật Hal và Lois trong loạt phim Malcolm in the Middle mà họ từng tham gia, diễn lại cảnh kết phim Newhart.

### Mùa 1 (2008)
Ban đầu, mùa đầu tiên Breaking Bad dự định sẽ có chín tập, nhưng do cuộc đình công của Nghiệp đoàn Biên kịch Mỹ năm 2007-2008 nên chỉ có thể quay 7 tập. Mùa 1 phát sóng từ ngày 20 tháng 1 đến ngày 9 tháng 3 năm 2008.
Walter bị chẩn đoán mắc ung thư phổi giai đoạn ba, vô phương cứu chữa, âm mưu cùng với Jesse nấu ma túy đá để kiếm tiền chi trả cho các liệu pháp điều trị, cũng như đảm bảo tài chính cho bản thân gia đình. Jesse mua một chiếc xe RV để làm phòng thí nghiệm còn Walter vẽ ra một quy trình điều chế dùng các chất hóa học không bị kiểm soát, tạo ra một loại ma túy đá có màu xanh lam tinh khiết. Sau lần va chạm với băng ma túy người Mexico, Walter bắt đầu lấy biệt danh "Heisenberg" và biến "Thiên thanh" trở thành thương hiệu sản phẩm đặc trưng của mình. Cái tên mới này lọt vào tầm ngắm của Hank cũng như lực lượng DEA khiến họ bắt đầu quan tâm điều tra. 

### Mùa 2 (2009)
Các đầu nậu phân phối của Jesse ngày càng trở nên không an toàn, Walter đành phải thuê gã luật sư vô lại Saul, móc nối với nhà buôn ma túy cấp cao Gus, bằng cách chào hàng lô hàng mới nhất của ông. Jesse thì đang bắt đầu hẹn hò với chủ trọ của anh là Jane, và cô này thì tái nghiện heroin. Nhận thấy Jesse không đáng tin cậy, Walter từ chối trả anh một nửa số tiền kiếm được từ thương vụ với Gus nhưng Jane lập tức tống tiền, đe dọa ông. Walter sau đó quay lại gặp Jesse để xin lỗi. Tại đây, ông bỏ mặc Jane mất mạng do nghẹt thở vì sốc thuốc. Đưa Jesse vào trại cai nghiện, Walter cảm thấy nhẹ lòng cho tới khi biết tin về vụ va chạm thảm khốc của hai máy bay dân dụng, mà nguyên nhân lại đến từ cha của Jane, một nhân viên kiểm soát không lưu. Ông này vì quá đau xót do mất con nên đã vướng phải sai sót nghiêm trọng trong lúc làm việc. 

### Mùa 3 (2010)
Ngày 2 tháng 4 năm 2009, AMC công bố kế hoạch sản xuất mùa ba của Breaking Bad với 13 tập phim. Mùa 3 chính thức lên sóng ngày 21 tháng 3 năm 2010 và kết thúc vào ngày 13 tháng 6 năm 2010. Mùa phim có phiên bản hoàn chỉnh trên DVD mã vùng 1 và Blu-ray mã vùng A từ ngày 6 tháng 7 năm 2011.
Gus tuyển dụng Walter điều chế ma túy đá tại phòng thí nghiệm ngầm của ông ta. Walter yêu cầu Jesse làm trợ lý cho mình, thay vì chọn Gale theo tiến cử của Gus. Skyler giờ đã phát hiện ra chồng mình đang "nấu đá" và yêu cầu ly hôn. Chiến dịch điều tra của Hank dẫn anh tới chỗ Jesse, nhưng anh không tìm được bằng chứng buộc tội và hành hung Jesse, để rồi bị cho thôi việc ngắn hạn. Hank được báo trước về vụ ám sát của hai tên sát thủ và giết được chúng, tuy nhiên anh cũng bị liệt nửa người. Vì Jesse ngày càng cư xử thất thường, Gus quyết định thay thế anh bằng Gale. Sau đó, Walter sợ Gus sẽ giết cả ông và Jesse khi Gale nắm được hết phương pháp điều chế của họ nên đã hướng dẫn Jesse tới giết Gale.

### Mùa 4 (2011)
Ngày 14 tháng 6 năm 2010, AMC thông báo Breaking Bad đã được gia hạn cho mùa thứ tư, gồm 13 tập. Quá trình sản xuất bắt đầu vào tháng 1 năm 2011, mùa phim lên sóng vào ngày 17 tháng 7 năm 2011 và kết thúc vào ngày 9 tháng 10 năm 2011. Ban đầu, người ta định sản xuất các tập phim nhỏ có độ dài bốn phút trước khi công chiếu phần thứ tư, nhưng kế hoạch này đã không thành hiện thực.
Gus thắt chặt an ninh tại phòng thí nghiệm sau cái chết của Gale. Gus và Mike làm mọi cách để chia rẽ mối quan hệ giữa Walter và Jesse, ép buộc Jesse một mình điều chế ma túy cho họ bằng cách bắt giữ Walter, đồng thời loại bỏ băng đảng Mexico. Skyler cuối cùng cũng chấp nhận công việc của chồng mình và hợp tác với Saul để rửa tiền cho ông. Hank dù đang trong quá trình hồi phục vẫn điều tra cái chết của Gale cũng như các hoạt động buôn bán ma túy. Gus thả Walter ra và lên kế hoạch giết Hank. Walter lừa Jesse quay ngược chống lại Gus, và thuyết phục Hector cho nổ một quả bom khi ở cùng phòng với Gus, giết chết cả hai.

### Mùa 5 (2012-13)
Ngày 14 tháng 8 năm 2011, AMC công bố kế hoạch cho mùa thứ năm, cũng là mùa cuối cùng của Breaking Bad với 16 tập. Mùa 5 được chia làm hai phần, mỗi phần gồm 8 tập. Nửa đầu công chiếu vào ngày 15 tháng 7 năm 2012, nửa sau công chiếu vào ngày 11 tháng 8 năm 2013. Tháng 8 năm 2013, AMC đã phát hành một đoạn trailer, quảng bá cho mùa phim cuối cùng với Bryan Cranston đang đọc bài thơ "Ozymandias" của Percy Bysshe Shelley trên nền các cảnh quay time-lapse nhiều địa điểm trong Breaking Bad.
Sau cái chết của Gus, Walter, Jesse và Mike bắt đầu hoạt động kinh doanh ma túy mới. Khi đồng phạm của họ là Todd giết một nhân chứng trẻ em trong vụ trộm methylamine, Jesse và Mike bán phần methylamine của họ cho Declan. Mike bị DEA truy đuổi nên muốn bỏ trốn, Walter giết Mike rồi thuê băng đảng của Jack, chú của Todd, thủ tiêu các cộng sự của Mike. Walter sản xuất ma túy cho Declan, và cộng sự cũ của Gus là Lydia bắt đầu phân phối ở châu Âu, thành công đến mức Walter kiếm được tới 80 triệu đô la Mỹ và giấu toàn bộ số tiền này ở Tohajiilee Indian Reservation. Hank cố gắng chứng minh Walter là Heisenberg. Jack phản lại Walter, giết Hank, bắt Jesse và lấy hầu hết tiền của Walter. Với số tiền còn lại, Walter trốn đến New Hampshire. Ông đã định đầu hàng, nhưng từ bỏ ý định sau khi nhìn thấy Elliodt và Gretchen phủ nhận tối đa công lao của mình trong việc xây dựng nên công ty Grey Matter. Walter để hết tiền còn lại cho một quỹ ủy thác mà Elliodt và Gretchen sẽ quản lý cho các con của ông và tới thú nhận với Skyler rằng ông thực sự yêu thích công việc điều chế ma túy. Tại khu nhà của Jack, Walter giết Jack và toàn bộ băng nhóm của hắn bằng một khẩu súng điều khiển từ xa tự chế, gắn phía sau chiếc xe bán tải. Ông giải thoát cho Jesse đang bị giam cầm và chính Jesse lấy mạng Todd. Bị thương nặng, Walter yêu cầu Jesse giúp ông kết liễu đời mình, nhưng anh từ chối và bỏ đi. Walter White bước vào phòng thì nghiệm của Jack, hồi tưởng về những chuyện đã xảy ra rồi qua đời.

## Chủ đề

### Kết quả của các lựa chọn đạo đức
Trong bài phỏng vấn với The New York Times, nhà chế tác Vince Gilligan cho rằng bài học lớn nhất mà loạt phim muốn gửi gắm là về "hành động đi đôi với hậu quả". Ông nói rõ hơn về triết lý của Breaking Bad:
Nếu tôn giáo không gì hơn ngoài một dạng phản ứng của con người, thì với tôi dường như nó đại diện cho mong muốn những kẻ làm việc sai trái phải bị trừng phạt. Tôi ghét những việc kiểu như Idi Amin được sống yên bình ở Ả Rập Xê Út trong 25 năm cuối đời của hắn. Điều đó làm tôi khó chịu vô cùng. Tôi cảm thấy cần một số sự chuộc tội như trong Kinh thánh, trước công lý, hoặc điều gì đại loại như thế. Thích tin vào một số trường hợp mà nghiệp rồi sẽ đến vào một thời điểm nào đó, ngay cả khi phải mất nhiều năm hoặc nhiều thập kỷ. Bạn gái tôi nói rằng điều này cũng chính là triết lý sống của tôi. "Tôi muốn tin vào sự tồn tại của thiên đường, nhưng cũng không thể phủ nhận sự tồn tại của địa ngục".
Khi so sánh loạt phim với The Sopranos, Mad Men và The Wire, Chuck Klosterman cho là Breaking Bad "được xây dựng giữa một thiên kiến khó chịu cho rằng có những sự khác biệt không thể chối cãi giữa đúng và sai, và đúng-sai là điều duy nhất mà các nhân vật có quyền hoàn toàn kiểm soát đối với cách mà họ sống". Klosterman nói thêm rằng câu hỏi trọng tâm của Breaking Bad là: "Điều gì khiến một người đàn ông trở nên 'xấu xa', đó là hành động, động cơ hay quyết định có ý thức của anh ta để trở thành một người xấu?". Ông kết luận, trong thế giới của Breaking Bad, "tốt và xấu chỉ đơn giản là những lựa chọn phức tạp như bao thứ khác".
Trong phần phản hồi Klosterman, Ross Douthat của The New York Times đã so sánh Breaking Bad với The Sopranos, cho là cả hai loạt phim đều là những "vở kịch đạo đức" và "cả hai đều quan tâm đến vấn đề năng lực đạo đức". Douthat tiếp tục nói rằng Walter White và Tony Soprano "đại diện cho hình ảnh phản chiếu về cái ác, sự khổ ải, và ý chí tự do". Walter là một người "cố tình bỏ sáng theo tối" trong khi Tony là người "sinh ra và lớn lên trong bóng tối", từ chối "hết cơ hội này đến cơ hội khác để tìm cách đi về phía ánh sáng".

### Sự tận tâm với gia đình
Loạt phim đã đi sâu vào hầu hết các mối quan hệ của từng nhân vật chính với gia đình của mình một cách chi tiết. Walt biện mình cho công việc điều chế ma túy cũng như việc ông trở thành một tên tội phạm là vì mong muốn kiếm tiền về cho cả nhà. Trong mùa thứ ba, ông đã cố dừng hoạt động kinh doanh bất chính vì điều đó khiến Skyler dần xa cách ông. Gus thuyết phục ông ở lại, nói với Walt rằng trách nhiệm của một người đàn ông là phải luôn chu cấp cho gia đình, mặc cho có không dành được tình yêu thương từ họ. Nhưng rồi trong tập kết thúc loạt phim, Walt cuối cùng cũng thú nhận với Skyler rằng, động lực khiến ông nỗ lực buôn bán ma túy là vì chính bản thân ông, dù ông đã bí mật để lại 9,72 triệu đô la Mỹ cho vợ và hai con. Về phần Jesse, anh luôn cảm thấy cô đơn suốt những mùa phim đầu, một phần là do cha mẹ đã đuổi Jesse ra khỏi nhà vì các hoạt động liên quan tới chất cấm của anh. Mối quan hệ rạn nứt này đưa anh tới gần Jane, một cô gái bị cha chửi mắng vì sử dụng ma túy. Khi Walt tình cờ gặp cha của Jane, ông gọi Jesse là cháu trai và than vãn vì không thể làm cậu nghe lời mình. Cha của Jane đã khuyên ông cố gắng, "Gia đình. Anh không thể từ bỏ họ được, không bao giờ". Cái chết của Jane, một phần do hành động thấy chết mà không cứu của Walt là nguyên nhân chính khiến cha cô gây nên vụ tai nạn máy bay ở cuối mùa thứ hai. 
Trong cả loạt phim, kể cả những nhân vật có phần "cứng rắn" hơn cũng luôn duy trì mối quan hệ với gia đình. Ở mùa thứ hai, Tuco Salamanca dành nhiều thời gian chăm sóc cho người chú Hector bị liệt của mình. Khi Tuco bị Hank giết, hai người em họ của Tuco cũng quyết tâm báo thù cho anh trai. Điều này được giải thích trong một đoạn phim hồi tưởng, khi Hector nói với hai đứa cháu rằng "La familia es todo" ("Gia đình là tất cả"). Thương hiệu Los Pollos Hermanos của Gastavo Fring có nghĩa là "Anh em nhà gà", nó liên hệ tới việc Gus đã sáng lập công ty cùng một người đàn ông tên Max, người mà ông có mối quan hệ cá nhân rất chặt chẽ. Khi Max bị giết, Gus đã thề sẽ hủy diệt cả gia đình Salamanca. Phần đầu của mùa thứ tư thì giải thích tại sao Mike lại chọn công việc hiện tại, ông muốn lo cho tương lai của cháu gái mình và tới tập cuối cùng mà ông xuất hiện, Mike đã rất bối rối khi phải để đứa cháu một mình ở công viên dù đã được cảnh báo trước rằng mình đang bị cảnh sát theo dõi. Gã da trắng cực đoan Jack Welker đã nói "đừng ki bo với gia đình", và hắn tha mạng cho Walt vì ông là người mà Todd Alquist - đứa cháu mà Jack rất yêu quý tôn trọng. Lydia Rodarte-Quayle liên tục van nài Mike khi ông khăng khăng muốn giết cô, rằng hãy để cô trong căn hộ của mình để con gái của Lydia có thể tìm thấy, vì sợ cô bé sẽ nghĩ mình bị mẹ bỏ rơi. Giống như Walt và Mike, Lydia dường như tham gia vào công việc kinh doanh ma túy cũng để chu cấp cho con gái của mình. Nữ diễn viên Laura Fraser cũng nói trong một cuộc phỏng vấn rằng cô con gái là nhân tố quan trọng để "Lydia biện hộ cho những hành động của bản thân".

### Tính ngạo mạn
Ngạo mạn là một chủ đề chính trong tiểu phần bi kịch của nhân vật Walter White. Trong một buổi phỏng vấn với The Village Voice, nhà sản xuất Vince Gilligan chỉ ra điểm mấu chốt mà Walt "biến chất" vì quyết định có phần kiêu ngạo không chấp nhận đề nghị trả tiền chữa hóa trị của Gretchen và Elliott Schwartz (mùa 1, tập 5):
Họ cung cấp mọi thứ mà [Walter White] cần. Lúc cuối giờ ấy ông ta nói: 'Cảm ơn nhưng không đâu' và ông đi tới chỗ Jesse Pinkman nói: 'Nấu [ma túy] đá thôi nào.' Đấy là điểm ở nhân vật mà tôi thấy thật sự thú vị. Ông ta mắc tính ngạo mạn nghiêm trọng.

Một bài viết của Looper chỉ ra tính ngạo mạn là điểm yếu chí mạng của Walt. Do bị tính ngạo mạn thúc đẩy, ông đưa ra hàng loạt quyết định giữ chân mình trong ngành công nghiệp ma túy và sau cùng dẫn đến thất bại của ông. Ví dụ, trong một bữa tối gia đình khi Hank bày tỏ sự ngưỡng mộ với tài gây án của Gale Boetticher và cho rằng Gale là Heisenberg, Walt đáp, "Trong mắt anh, tất cả những thứ xuất chúng ấy chẳng qua chỉ đơn giản là sao chép của người khác, có lẽ là từ công trình của người nào đấy. Chú tin anh đi, anh xem bài bọn học sinh suốt ấy mà. Vì thế, cái vị thiên tài mà chú nhắc đến — có lẽ anh ta vẫn ở ngoài kia." Skyler tỏ rõ sự thất vọng rằng nếu không có những nhận xét ngạo mạn của Walt, Hank có thể đã ngừng điều tra.
Cuối cùng, giới phê bình khen ngợi tập phim "Ozymandias" liên hệ tới bài thơ cùng tên của Percy Bysshe Shelley, miêu tả di sản hoang toàn của một vị vua quá kiêu ngạo. Tập phim thể hiện sự tương đồng với bài thơ, vì cả hai phản anh hùng bị bỏ lại mà gần như không thể vực dậy đế chế của họ. Austin Gill của Đại học Xavier University bình luận tập phim "gợi lên khao khát độc tài bất khả chiến bại và tính ngạo mạn của chính Ozymandias như đã thể hiện trong bài thơ của Shelley." Douglas Eric Rasmussen của Đại học Saskatchewan nhận định rằng "khái niệm về sự khiêu ngạo và bị trừng phạt bởi những dự án đồ sộ phục vụ cho tính ích kỷ cá nhân là khía cạnh trung tâm của mỗi tác phẩm.  [sic]" Cái chết của Hank đánh dấu khởi đầu của sự thay đổi, làm cho Walt ngày càng khó tiếp tục khăng khăng rằng mình chế ma túy vì lợi ích của gia đình. Cho đến tập cuối loạt phim, cuối cùng Walt thừa nhận với Skyler rằng ông trở thành Heisenberg vì cái tôi của mình. "Anh làm vì bản thân mình. Anh thích làm chuyện đó. Anh giỏi làm chuyện đó."

## Các biểu tượng

### Con gấu bông màu hồng
Mô típ trong suốt cả mùa thứ hai của Breaking Bad là hình ảnh con gấu bông màu hồng bị mất một mắt. Con gấu bông xuất hiện trong đoạn kết MV ca khúc "Fallacies" do ban nhạc "TwaüghtHammër" của Jesse trình diễn, được phát hành trong một tập webisode vào tháng 2 năm 2009, trước khi mùa hai chính thức lên sóng. Nó cũng xuất hiện trên tường phòng ngủ của Jane trong tập cuối mùa 2, sau cái chết của cô. Nếu ghép tên tiêu đề của bốn tập phim mà phần flashforward có sự hiện diện của con gấu bông, ta sẽ được dòng chữ "Bảy ba bảy rơi xuống ABQ". Các đoạn flashforward được quay chỉ bằng hai màu trắng đen, với ngoại lệ duy nhất là con gấu bông màu hồng, như một cách thể hiện sự tôn trọng dành cho bộ phim Danh sách của Schindler, bởi trong tác phẩm này màu đỏ là màu nổi bật cho chiếc áo khoác của cô bé nhỏ tuổi. Vào cuối mùa phim đó, Walter đã gián tiếp gây ra vụ va chạm thảm khốc giữa hai máy bay, còn con gấu bông màu hồng thì nằm ở hồ bơi nhà Walter khi văng ra từ một trong hai chiếc máy bay tai nạn. Vince Gilligan gọi vụ tai nạn này là một nỗ lực để hình dung về "tất cả sự đau buồn khủng khiếp mà Walt đã gây ra cho những người thân yêu của mình" và về "sự phán xét của Chúa".
Trong tập đầu tiên của mùa thứ ba, Walt tìm thấy con gấu bông mất một mắt trong cổng hút nước hồ bơi nhà mình. Nhà phê bình chương trình truyền hình Myles McNutt gọi đây là "biểu tượng cho những thiệt hại mà Walter phải chịu trách nhiệm", The A.V. Club thì bình luận "con gấu bông màu hồng tiếp tục lên án nhân vật". Giới mộ điệu và phê bình từng so sánh khuôn mặt của con gấu bông với hình ảnh gương mặt của Gus Fring trong tập phim cuối cùng của mùa thứ tư. 
Con gấu bông cùng với các kỷ vật khác đã được đem bán đấu giá, vào ngày 29 tháng 9 năm 2013, ngày phát sóng tập cuối cùng của loạt phim.

### Walt Whitman

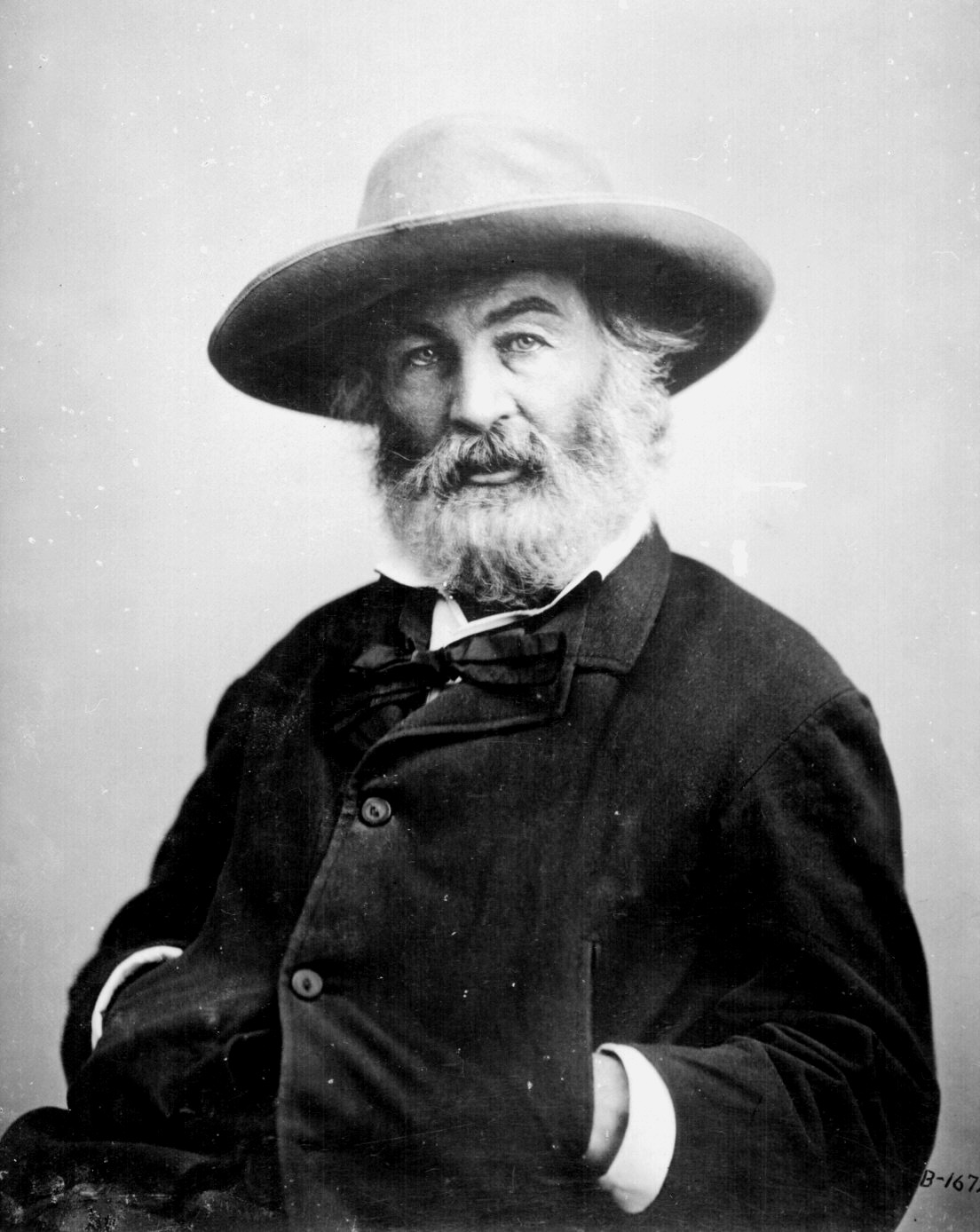
Nhà thơ Walt Whitman, một biểu tượng của loạt phim

Cái tên Walter White gợi nhớ đến nhà thơ Walt Whitman. Trong Breaking Bad, có lần nhân vật Gale Boetticher đã tặng Walt bản sao tác phẩm Lá cỏ của Whitman. Trước khi tặng món quà này, Gale cũng từng đọc bài thơ "Khi tôi nghe về nhà thiên văn thông thái". Ở tập "Bullet Points", Hank tìm thấy tên viết tắt W.W. trong phần ghi chú của Gale và đã nói đúa với Walt rằng đó là viết tắt tên của ông, dù Walt chỉ ra W.W. phải là Walt Whitman mới đúng. 
Trong tập "Hazard Pay", Walt tìm thấy cuốn Lá cỏ khi đang dọn dẹp phòng ngủ của mình, ông mỉm cười một lúc và ngồi đọc tập thơ. Điều này đến vào thời điểm thăng hoa trong cuộc đời Walter White, khi ông thấy mọi thứ đang đến với mình và ông đang thành công trong tất cả công việc. Một bài thơ trong cuốn Lá cỏ mang tên "Bài hát chính tôi", dựa trên nhiều cảm xúc tương đồng cũng như làm tăng thêm mối liên kết giữa Walt và thơ của Whitman. Tập phim kết thúc nửa đầu mùa thứ năm, "Gidding Over All", được đặt tên theo tên bài thơ số 271 trong Lá cỏ. Cũng trong chính tập phim này, Hank tìm thấy cuốn Lá cỏ trong phòng tắm của Walt, và đọc được dòng chữ viết tay: "Gửi đến một W.W. yêu thích khác của tôi. Thật vinh dự khi được làm việc với anh. Fondly G.B". Hank sau đó đã vô cùng bàng hoàng khi lần đầu nhận ra chân tướng của Walter, đây cũng chính là tiền đề cho nửa sau của mùa phim cuối cùng.

## Đón nhận và di sản

### Đánh giá chuyên môn
| Biểu đồ hiện đang tạm thời không khả dụng do vấn đề kĩ thuật. |                                                               |
|                                                               | Biểu đồ hiện đang tạm thời không khả dụng do vấn đề kĩ thuật. |

Breaking Bad nhận được đông đảo lời khen ngợi trong giới phê bình và được nhiều nhà phê bình ca ngợi là một trong những chương trình truyền hình hay nhất mọi thời đại. Trên trang web tổng hợp đánh giá Metacritic, mùa đầu tiên của loạt phim đạt số điểm 73/100, mùa thứ hai đạt 84/100, mùa thứ ba đạt 89/100, mùa thứ tư đạt 96/100 và mùa cuối cùng đạt 99/100. Viện phim Mỹ đã liệt kê Breaking Bad là một trong mười phim truyền hình hay nhất các năm 2008, 2010, 2011, 2012 và 2013. Năm 2013, TV Guide xếp tác phẩm ở vị trí thứ chín trong danh sách những phim truyền hình hay nhất mọi thời đại. Cuối cùng, Breaking Bad là một trong số các chương trình cáp được xem nhiều nhất tại Mỹ, với lượng khán giả tăng gấp đôi khi so sánh giữa mùa thứ tư và mùa thứ năm. Trong một cuộc khảo sát năm 2015 của tờ The Hollywood Reporter với 2.800 diễn viên, nhà sản xuất, đạo diễn và cả những người hoạt động trong lĩnh vực khác, Breaking Bad nằm ở vị trí thứ hai trong bảng xếp hạng chương trình được yêu thích nhất. Năm 2016, Rolling Stone xếp loạt phim đứng thứ ba trong tốp 100 chương trình truyền hình hay nhất từ trước đến nay. Tháng 9 năm 2019, The Guardian liệt chương trình đứng thứ ba trong danh sách 100 chương trình truyền hình của thế kỉ 21, miêu tả: "Có thể cho rằng bộ phim đã cố ý giết nhân vật phản anh hùng; kể từ đó không sự suy đồi mà Walter White (một Bryan Cranston thể hiện ở mức tốt nhất) tạo ra, từ giáo viên hóa học nhu nhược thành chúa tể chất methadone, và ít người có gan dám thử." Năm 2021, tạp chí Empire xếp Breaking Bad ở vị trí số một trong danh sách 100 phim truyền hình xuất sắc nhất mọi thời đại của ấn phẩm. Allen St. John của từ Forbes gọi đây là "phim truyền hình hay nhất từ trước đến nay". Năm 2021, tác phẩm được bầu chọn là phim truyền hình hay thứ 3 của thế kỷ 21 bởi BBC, do 206 chuyên gia truyền hình từ khắp nơi trên thế giới lựa chọn.
Ngay từ mùa đầu tiên phim đã nhận được sự đón nhận tích cực. Nhà phê bình Linda Stasi của tờ New York Post khen ngợi loạt phim, đặc biệt là diễn xuất của Cranston và Paul, nói rằng "Cranston với Paul quá đỉnh, thật sự gây ngỡ ngàng. Tôi trộm nghĩ hai người họ hòa quyện với nhau quá tốt, nhưng nhận xét kiểu rẻ rúng vậy thì cũng thật xấu hổ". Robert Bianco của USA Today cũng dành lời khen cho hai nam diễn viên, thốt lên rằng "Loạt phim này có chất hài hước, chủ yếu đến từ những nỗ lực của Walt khi cố áp đặt logic học thuật với công việc kinh doanh cũng như với tay học việc ngốc nghếch của ông ấy, một vai mà Paul diễn rất đạt. Ngay cả trong những phân đoạn mang khuynh hướng kịch tính của họ, khi bộ đôi biết rằng giết ai đó, dù là để tự vệ, là một việc xấu xí và lộn xộn".
Mùa thứ hai chứng kiến sự hoan nghênh từ giới phê bình. Ken Tucker của Entertainment Weekly khẳng định "Bad là phép ẩn dụ hoàn toàn mới mẻ cho cuộc khủng hoảng tuổi trung niên: Căn bệnh ung thư và hành vi phạm pháp đã kéo Walter khỏi sự ngơ ngẩn tầm thường của bản thân, để trải nghiệm cuộc sống một lần nữa - để tận dụng cơ hội, dấn thân vào nguy hiểm và làm những điều mà ông tin rằng mình làm được. Dĩ nhiên không điều gì trong số này diễn ra nếu không có nét dữ tợn, tính vị tha hài hước của người giành giải Emmy, Cranston, trong vai trò một diễn viên. Đối với tất cả sự ảm đạm và tăm tối mà nó mang lại, có một niềm phấn khích sôi nổi dành cho loạt phim khi nó đem lại cảm giác tuyệt vời về những trải nghiệm thực sự tồi tệ". Tim Goodman của San Francisco Chronicle thì nói "Ba tập đầu tiên của của mùa hai mà AMC vừa phát sóng lại tiếp tục duy trì được thành quả với không một sai sót đáng kể. Thực tế, có vẻ như tầm nhìn táo bạo của Gilligan dành cho Breaking Bad, mà giờ đây đang được tưởng thưởng xứng đáng dù rất khó xảy ra, đã tiếp thêm năng lực cho tất cả những người tham gia dự án. Bạn có thể cảm nhận sự trưởng thành và tham vọng vươn lên của nó qua từng tập phim". Tiểu thuyết gia kinh dị Stephen King dành lời ca ngợi loạt phim, so sánh nó với những tác phẩm như Twin Peaks và Blue Velvet.
Mùa ba vẫn tiếp tục nhận được sự đón nhận nhiệt tình. Time chỉ ra, "Bộ phim đã chọn cháy âm ỉ thay vì bùng nổ chớp nhoáng, và sự lựa chọn đó làm tất cả đều trở nên nóng hơn". Newsday khẳng định Breaking Bad vẫn là phim truyền hình hay nhất và nó vẫn đang trung thành với những giá trị cốt lõi vốn có. Tim Goodman ca ngợi phần biên kịch, diễn xuất và kỹ xảo điện ảnh, chỉ ra "tính phiêu lưu thị giác" của loạt phim. Ông dùng những câu như "một sự kết hợp của vẻ đẹp đáng kinh ngạc - đạo diễn sử dụng góc quay phong cảnh rộng - vượt qua cả sự khác thường" để nói về phần hình ảnh của loạt phim. Sau tập kết thúc mùa phim, The A.V. Club đã nói rằng mùa phim thứ ba là "một trong những thành tích ấn tượng nhất trong lịch sử phim truyền hình. Điều gì khiến mùa phim trở nên thú vị và khiến chúng ta buộc phải công nhận nó đang ở thời kỳ hoàng kim - đó là vì nó không diễn ra, như một nhận xét, trong bối cảnh phải là một 'chương trình truyền hình tốt'. Chất lượng đáng kinh ngạc của mùa phim đến từ việc các nhà biên kịch không bận tâm tới các quy tắc làm truyền hình như được miêu tả trong các sự kiện".
Mùa thứ tư thì gần đạt tới mức tán dương nhiệt liệt từ mọi đối tượng người xem. The Boston Globe gọi mùa phim là "bài tập căng thẳng giữa tai họa đang kìm nén" và khẳng định nó "thú vị". Pittsburgh Post-Gazette thì cho là loạt phim có "sự thông minh và tính kích thích suy nghĩ làm nâng cao thành tựu của lĩnh vực nghệ thuật". Tác phẩm đã được nhiều nhà phê bình xếp vào danh sách những phim truyền hình hay nhất năm 2011. Time đánh giá câu thoại "Tôi mới là người gõ cửa" của Walter là một trong những câu thoại truyền hình hay nhất năm. Pittsburgh Post-Gazette tiếp tục xem Breaking Bad là loạt phim hay nhất 2011, đồng thời lưu ý rằng "Breaking Bad là phim truyền hình hiếm hoi chưa từng mắc bất cứ lỗi kể chuyện nghiêm trọng nào". Bài đánh giá của The A.V. Club về tập phim cuối mùa tóm gọn là một "kết thúc tuyệt vời phù hợp với mùa phim diễn ra với tốc độ chậm, khởi đầu và tiếp diễn với quá nhiều cơn khủng hoảng cầu xin từ tuần này qua tuần khác. Giờ đây các lá bài đã sạch bóng, song thế không có nghĩa là bất kì ai cũng được tự do ở nhà. Chẳng có gì là dễ dàng trong Breaking Bad." Cây viết của ấn phẩm tiếp tục đánh giá cao mùa phim bằng lời bình: "Đúng là một mùa phim truyền hình – thực sự là thứ chẳng ai trong chúng có thể ngờ tới hay khẳng định rằng mình xứng đáng."

### Phê phán
Breaking Bad từng bị một số thành viên thuộc cơ quan thi hành luật và cộng đồng pháp lý cáo buộc bình thường hóa hoặc tuyên dương hành động sử dụng và chế ra methamphetamin.

### Tỉ lệ người xem
Breaking Bad có buổi chiếu ra mắt cùng tối với các trận play-off NFL 2008 của cả NFC lẫn AFC Championship, một quyết định có chủ ý của AMC nhằm hy vọng thu hút lượng người xem nam giới trưởng thành ngay sau khi trận đấu của NFC kết thúc theo lịch. Tuy nhiên, trận đấu đã kéo dài quá thời lượng, lấn sang thời lượng chiếu của Breaking Bad' ở phần lớn nước Mỹ. Kết quả là tập thí điểm chỉ có khoảng 1,4 triệu người xem. Cộng với cuộc đình công của biên kịch đang diễn ra lúc ấy, mùa phim đầu tiên không đạt được lượng khán giả theo dõi như họ mong đợi. Tuy nhiên, ở các mùa sau, lượng người xem tăng dần, tránh khỏi xu hướng giảm người xem thông thường mà hầu hết chương trình dài tập đều mắc phải. Chỉ số rating tiếp tục tăng ở mùa 4 vì trước khi lên sóng, những mùa phim trước đã có mặt trên Netflix, làm tăng sự chú ý tới bộ phim. Breaking Bad được xem là chương trình đầu tiên tiếp tục có lượng người theo dõi tăng do phim có sẵn trên Netflix. Nửa sau mùa cuối chứng kiến lượng người xem kỷ lục, tập cuối mùa đã vượt mốc 10,3 triệu khán giả theo dõi.
| Mùa | Khung giờ (ET)     | Số tập | Phát sóng lần đầu   | Phát sóng lần đầu | Phát sóng lần cuối  | Phát sóng lần cuối | Mùa truyền hình | Lượt xem TB (triệu) |
| Mùa | Khung giờ (ET)     | Số tập | Ngày                | Lượt xem (triệu)  | Ngày                | Lượt xem (triệu)   | Mùa truyền hình | Lượt xem TB (triệu) |
| --- | ------------------ | ------ | ------------------- | ----------------- | ------------------- | ------------------ | --------------- | ------------------- |
| 1   | Chủ Nhật 10:00 tối | 7      | 20 tháng 1 năm 2008 | 1,41              | 9 tháng 3 năm 2008  | 1,50               | 2007–08         | 1,23                |
| 2   | Chủ Nhật 10:00 tối | 13     | 8 tháng 3 năm 2009  | 1,66              | 31 tháng 5 năm 2009 | 1,50               | 2008–09         | 1,30                |
| 3   | Chủ Nhật 10:00 tối | 13     | 21 tháng 3 năm 2010 | 1,95              | 13 tháng 6 năm 2010 | 1,56               | 2009–10         | 1,52                |
| 4   | Chủ Nhật 10:00 tối | 13     | 17 tháng 7 năm 2011 | 2,58              | 9 tháng 10 năm 2011 | 1,90               | 2010–11         | 1,87                |
| 5A  | Chủ Nhật 10:00 tối | 8      | 15 tháng 7 năm 2012 | 2,93              | 2 tháng 9 năm 2012  | 2,78               | 2011–12         | 4,32                |
| 5B  | Chủ Nhật 9:00 tối  | 8      | 11 tháng 8 năm 2013 | 5,92              | 29 tháng 9 năm 2013 | 10,28              | 2012–13         | 4,32                |

### Đề cử và giải thưởng

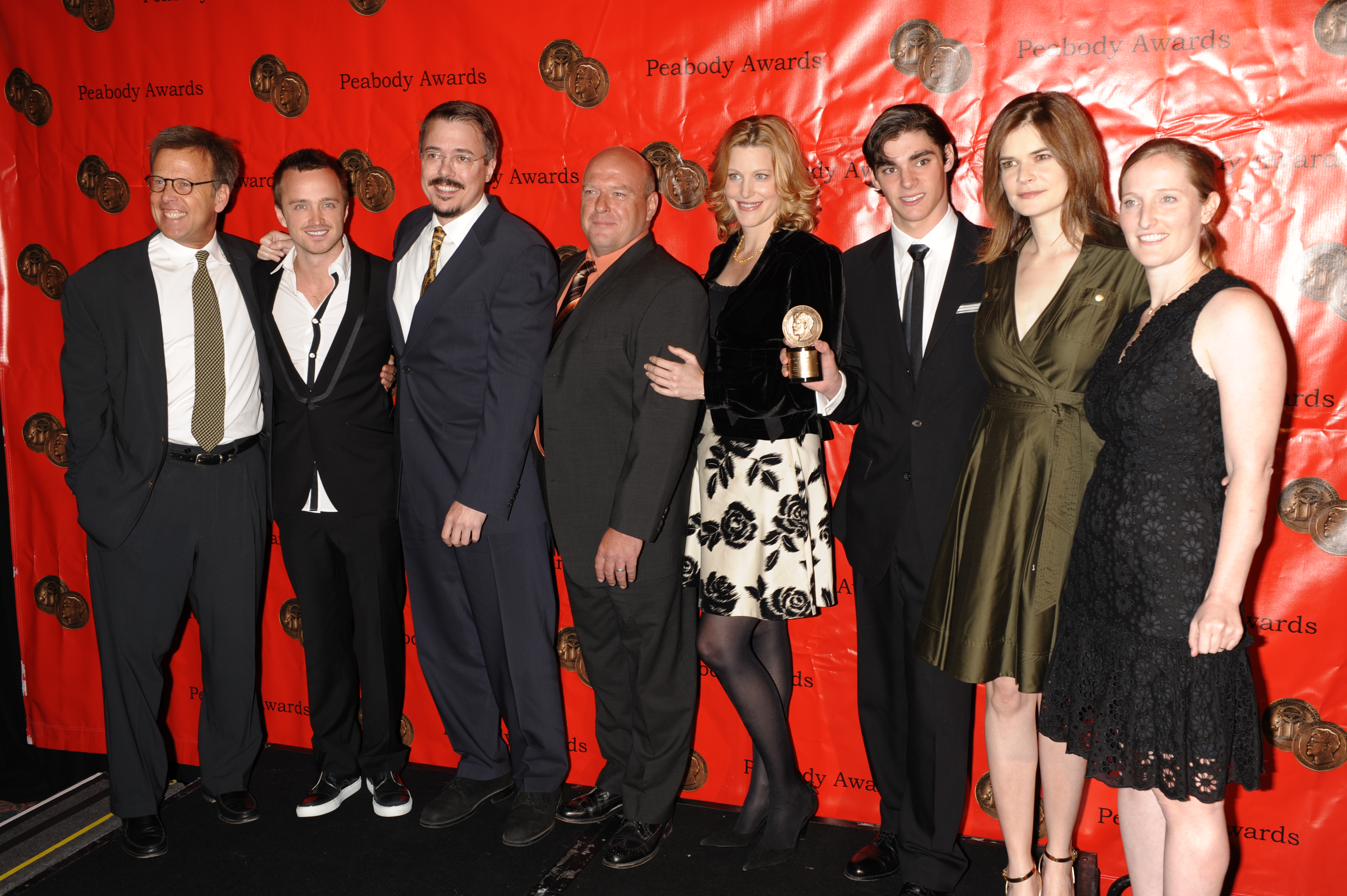
Ê-kíp và dàn diễn viên của Breaking Bad tại lễ trao giải Peabody Awards thường niên lần thứ 68.

Loạt phim đã gặt hái nhiều đề cử và giải thưởng, bao gồm 16 giải Primetime Emmy và 58 đề cử, trong đó chiến thắng hạng mục Phim truyền hình chính kịch xuất sắc vào các năm 2013 và 2014. Phim còn giành hai giải Peabody Award, lần lượt vào các năm 2008 và 2013.
Với màn hóa thân Walter White, Bryan Cranston đã giật giải Primetime Emmy cho nam diễn viên xuất sắc trong loạt phim chính kịch tới 4 lần (2008, 2009, 2010 và 2014). Cranston còn đoạt giải TCA cho thành tựu cá nhân trong phim chính kịch vào năm 2009 và giải Vệ tinh cho nam diễn viên xuất sắc nhất trong phim truyền hình chính kịch vào các năm 2008, 2009 và 2010, cũng như giải do hội phê bình lựa chọn cho nam diễn viên xuất sắc nhất trong loạt phim chính kịch và giải Sao Thổ cho nam diễn viên truyền hình xuất sắc nhất vào năm 2012.
Aaron Paul đã giành giải Primetime Emmy cho nam diễn viên xuất sắc trong loạt phim chính kịch vào các năm 2010, 2012 và 2014. Paul cũng thắng giải Sao Thổ cho nam diễn viên phụ truyền hình xuất sắc nhất vào năm 2010 và 2012. Anna Gunn đoạt giải Primetime Emmy cho nữ diễn viên phụ xuất sắc trong loạt phim chính kịch vào năm 2013 và 2014. Với diễn xuất ở mùa 4, Giancarlo Esposito giành giải do hội phê bình lựa chọn do nam diễn viên phụ xuất sắc nhất trong loạt phim chính kịch.
Vào năm 2010 và 2012, Breaking Bad thắng giải TCA cho tác phẩm chính kịch xuất sắc, cũng như giải TCA cho chương trình của năm 2013. Năm 2009 và 2010, loạt phim giật giải Vệ tinh cho phim truyền hình chính kịch xuất sắc nhất, cùng với giải Sao Thổ cho phim truyền hình cáp/nghiệp đoàn xuất sắc nhất vào các năm 2010, 2011 và 2012. Tác phẩm cũng ẵm giải của Nghiệp đoàn biên kịch Mỹ cho phim truyền hình chính kịch xuất sắc nhất vào các năm 2012 và 2013. Năm 2013, phim đứng thứ 13 trong danh sách 101 phim truyền hình có kịch bản hay nhất mọi thời đại của Nghiệp đoàn biên kịch Mỹ và lần đầu giành giải Primetime Emmy cho phim truyền hình chính kịch xuất sắc. Tổng cộng, chương trình gặt hái được 110 giải thưởng và nắm giữ 262 đề cử.

## Những đàm luận tái nhìn nhận

### Cuộc toạ đàm của các biên kịch
—Vince Gilligan nói về một cái kết khác
Tạp chí Variety đã tổ chức một buổi Q&A (vấn đáp) với phần lớn đội ngũ biên kịch nhằm suy ngẫm về mùa cuối của phim, quá trình xây dựng kịch bản và những cái kết khác. Cùng với sáng tạo viên Vince Gilligan, các đồng nghiệp biên kịch và nhà sản xuất Peter Gould, Thomas Schnauz, Gennifer Hutchison, Moira Walley-Beckett, Sam Catlin và George Mastras đã có mặt để bàn về những kỷ niệm từ khởi đầu khiêm tốn của chương trình, những thay đổi của nhân vật khép lại trong mùa cuối cũng như những bước phát triển đáng ngạc nhiên trên chặng đường làm phim. Ví dụ, kịch bản phim lúc đầu định cho nhân vật Jesse Pinkman chết ở giữa mùa một trong một phi vụ buôn ma túy vốn đã đi chệch hướng khủng khiếp. Lý do đằng sau quyết định này là vì Jesse đã đáp ứng mục tiêu của mình "theo dạng hậu cần cơ bản. Nhân vật sẽ trao cho Walt quyền tham gia kinh doanh" trước qua đời. Tuy nhiên, sau cùng ý định bị xóa bỏ do truyện phim phát triển vượt ra ngoài những trang kịch bản đầu của Gilligan.
Các biên kịch còn chia sẻ về quá trình họ hợp tác và lối tường thuật trong phim đã phát triển ra sao. Theo lời biên kịch George Mastras:
Thời lượng màn ảnh rất quý và truyền tải cảm xúc tới mọi khoảnh khắc [điểm mấu chốt], không chỉ là tạo những mảnh ghép để kể chuyện (vốn đã đủ khó rồi). Nếu bạn định lấy 5 giây trên màn ảnh, tốt hơn bạn nên chắc chắn rằng 5 giây ấy có cảm xúc. Nó có thể cực kỳ tinh tế song hãy tin khán giả sẽ đón nhận nó.

Sự phát triển của một số nhân vật đã đặt ra những thách thức. Skyler White bị hầu hết người xem ác cảm trong những mùa trước vì cô thường xuất hiện như một chướng ngại với công chuyện quan trọng của Walt. Các biên kịch cố thay đổi động cơ ấy và nhận ra: "cách duy nhất để mọi người thích Skyler là để cô ấy làm trợ thủ cho Walt." Đó là một thay đổi phức tạp trên màn ảnh bởi họ không muốn phản bội nhân vật của cô, vì thế họ bào chữa cho thay đổi ấy bằng cách sử dụng công việc cũ kế toán của Skyler để gián tiếp giúp Walt rửa tiền dưới vỏ bọc rửa xe. Việc cắt lẻ các tập cũng là một cách giải quyết vấn đề của đội biên kịch. Họ chú tâm tới tầm quan trọng của việc không để "kế hoạch tổng thể" ngăn họ sống đúng với thế giới mà mình tạo ra. Việc theo dõi các nhân vật theo cơ sở từng khoảnh khắc tỏ ra hữu dụng hơn so với định hướng chung của truyện phim. Peter Gould cho biết họ luôn bắt đầu bằng luồng suy nghĩ cuối trong đầu nhân vật. "Đầu của Jesse đâu rồi? Đó luôn là màn mở đầu cho khoảnh khắc bùng nổ, bởi khi bạn nói thế, thường là vì ta đã dính vào kế hoạch lớn hoặc tình huống lớn nào đấy mà ta nghĩ phải xảy ra ở đó, song các nhân vật không muốn làm theo những gì mà ta muốn họ làm."

### Trải nghiệm của Rian Johnson trên phim trường
Đạo diễn Rian Johnson đã thực hiện ba tập phim ("Fly", "Fifty-One" và "Ozymandias") và trong một buổi phỏng vấn với IGN, anh đã chia sẻ những kỷ niệm đằng sau ống kính máy quay. Anh giải thích về quá trình làm phim, trong đó sự thực là anh ngồi rất lâu trong "những buổi gặp đồng điệu" với Vince Gilligan. Hai người họ trò chuyện về từng phút giây kịch tích trong kịch bản, góc nhìn khác biệt về phim và khâu chuyển âm của mỗi cảnh phim phải cảm thấy tự nhiên ra sao, đồng thời phục vụ cốt truyện chính của tập phim cụ thể. Johnson cũng tiết lộ mình học được rất nhiều về cách làm việc với các diễn viên, bởi anh là người đạo diễn cho Bryan Cranston và Aaron Paul, miêu tả trải nghiệm là một "lớp học chất lượng cao miễn phí."

Khi được hỏi về những dấu ấn dài lâu của bộ phim, Johnson đã trình bày những suy nghĩ của mình:
Tôi nghĩ sự nghiêm túc và sâu sắc mà phim thể hiện qua các nhân vật chính là thứ làm nó trở nên nổi bật đối với tôi. Và đó là nơi xuất phát sức mạnh của tác phẩm. Hiển nhiên là bắt đầu bằng Walter White, có rất câu chuyện được kể trong quy mô ấy, song Walter được xem là trung tâm của câu chuyện. Và tôi nghe người ta miêu tả đấy là thủ pháp Shakespeare, tôi biết từ ấy được sử dụng rất nhiều, song tôi thấy trong trường hợp này nó thực sự đúng. Và từ đó nói lên sự thật rằng không phải việc ông ta lún sâu vào nơi tăm tối bao nhiêu, mà toàn bộ hành trình của ông quá sức gây tiếng vang sâu sắc, bởi nó cực kỳ được quan tâm sâu sắc.

## Chuyển thể và ngoại truyện

### Metástasis
Ngày 13 tháng 3 năm 2013, sau nhiều đồn đoán xuất phát từ Univision, Sony xác nhận rằng sẽ làm lại một bản phim Breaking Bad tiếng Tây Ban Nha mang tên Metástasis với sự tham gia của Diego Trujillo vai Walter Blanco (Walter White) và Roberto Urbina vai José Miguel Rosas (Jesse Pinkman), cùng với Sandra Reyes và Julián Arango trong những vai chưa tiết lộ. Ngày 2 tháng 10 năm 2013, danh sách diễn viên được công bố gồm có Cielo Blanco (Skyler White) và Arango vai Henry Navarro (Hank Schrader), và phim sẽ lấy bối cảnh ở Colombia. Nhân vật tương tự Saul Goodman tên là Saúl Bueno.

### Better Call Saul
Nhân vật Saul Goodman của Bob Odenkirk lúc đầu định cho xuất hiện trong ba tập thuộc mùa hai của Breaking Bad, song trở thành nhân vật chính trong suốt thời gian phim phát sóng còn lại, một phần do sức nặng trong khả năng diễn xuất của Odenkirk. Goodman trở thành một trong những nhân vật nổi tiếng của loạt phim; Odenkirk, Gilligan và Peter Gould (những tác giả kịch bản tập phim "Better Call Saul" mà nhân vật lần đầu xuất hiện) bắt đầu bàn về khả năng làm một loạt phim mở rộng về nhân vật sau khi kết thúc Breaking Bad, sau cùng họ chốt ý tưởng một phần tiền truyện trình bày nguồn gốc của Saul khoảng 6 năm trước các sự kiện trong Breaking Bad. Tháng 4 năm 2013, AMC và Sony Pictures Television thể hiện sự hứng thú với dự án ngoại truyện của Gilligan và Gould, và họ chính thức "bật đèn xanh" cho Better Call Saul vào tháng 9 năm 2013. Loạt phim tập trung vào cuộc đời của Saul ở thời điểm 6 năm trước khi anh trở thành luật sư của Walter; lúc đó anh tên là Jimmy McGill, một luật sư đứng đắn hơn đang cố thoát khỏi chuỗi những ngày lừa đảo thị phi của mình. Ngoài Odenkirk, Banks và Esposito cũng lần lượt tái nhận các vai Mike và Gus, trong khi nhiều diễn viên khác của loạt Breaking Bad thì đóng khách mời. Những diễn viên mới của Better Call Saul gồm có Rhea Seehorn, Patrick Fabian, Michael Mando, Michael McKean và Tony Dalton.
Loạt phim trình chiếu vào ngày 8 tháng 2 năm 2015, và tính đến tháng 4 năm 2020 đã kết thúc mùa phim thứ 5; mùa 6 (cũng là mùa cuối) dự kiến lên sóng vào năm 2022 để hoàn tất trọn bộ 63. Better Call Saul đã nhận được những lời tán dương từ giới phê bình giống Breaking Bad, và được xem là ví dụ điển hình về cách sản xuất một tác phẩm ngoại truyện (ăn theo), bất chấp những kỳ vọng bình thường dành cho những dạng phim như vậy.

### Talking Bad
Từ ngày 11 tháng 4 năm 2013 đến 29 tháng 9 năm 2013, 8 tập của chương trình talk show trực tiếp, Talking Bad đã phát sóng trên kênh AMC, ngay sau Breaking Bad. Người dẫn chương trình Chris Hardwick, và các vị khách mời (gồm những người hâm mộ nổi tiếng, dàn diễn viên và ê-kíp của Breaking Bad) bàn luận về các tập phim phát sóng ngay trước talk show. Talking Bad được lấy cảm hứng bởi thành công của Talking Dead (cũng do Hardwick dẫn), phát sóng ngay sau các tập mới của The Walking Dead; các buổi talk show có chung logo và nhạc hiệu giống với Walking Dead.

### Breaking Bad: Criminal Elements
Ngày 6 tháng 6 năm 2019, FTX Games phát hành Breaking Bad: Criminal Elements, một trờ chơi điện tử thuộc thể loại trờ chơi chiến lược trên điện thoại đối với cả iOS và Android. Trò chơi có nhiều ý của loạt phim nguyên tác và tập trung chủ yếu để người chơi xây dựng đế chế ma túy của mình từ con số không, tương tự như cách Walt đã làm trong phim. Trò chơi ngừng phát hành vào tháng 9 năm 2020.

### The Broken and the Bad
Tháng 6 năm 2020, AMC công bố loạt phim tài liệu truyền hình hình sự có thật lấy cảm hứng từ Breaking Bad và Better Call Saul, có tựa là The Broken and the Bad. Phim được dẫn bởi Giancarlo Esposito và trình chiếu trên ứng dụng của AMC và AMC.com vào ngày 9 tháng 7 năm 2020.

### Bản dựng phim của người hâm mộ
Năm 2017, hai biên tập video người Pháp là Lucas Stoll và Gaylor Morestin đã tạo một bản dựng phim của người hâm mộ, đặt tựa đơn giản là Breaking Bad: The Movie, tóm tắt toàn bộ loạt phim thành phim điện ảnh dài 2 giờ và đăng lên Vimeo. Họ đã thực hiện bộ phim trong khoảng hai năm trước khi phát hành nó. Tuy nhiên, phim sớm bị gỡ xuống vì vi phạm bản quyền. Nhà phê bình Alan Sepinwall nhận xét rằng bộ phim "chẳng phải là một bản phim đứng độc lập." Nhằm đáp ứng thời lượng của phim điện ảnh, những nhân vật phụ nổi bật như Tuco Salamanca và anh em nhà Salamanca bị lược bỏ hoàn toàn, còn phần kết cho mạch truyện của Gustavo Fring xảy ra ngoài màn ảnh.

### Khác
Vào tháng 7 và tháng 8 năm 2013, giữa một loạt trò chơi, sản phẩm bán hàng, podcast và nhiều phương tiện truyền thông, AMC đã phát hành một phân đoạn "độc quyền" trên website chính thức của loạt phim (tổng hợp toàn bộ nội dung phim), sách truyện tranh kĩ thuật số Breaking Bad: All Bad Things vào tháng 8 năm 2013. Bộ truyện "tái hiện bốn mùa rưỡi đầu tiên của Walter White từ giáo viên hóa nhu nhược thành trùm buôn ma túy".
Vào tháng 10 năm 2013, nhà soạn nhạc Sung Jin Hong ở New York thông báo ý định tạo ra một vở opera lấy cảm hứng từ tập phim "Ozymandias" của Breaking Bad. Vở opera ngắn có tên Breaking Bad – Ozymandias là sự kết hợp giữa bản sonnet "Ozymandias" của Percy Bysshe Shelley cũng như tập phim.
Trước khi bắt đầu sản xuất mùa phim thứ 5, Jeffrey Katzenberg từng tiếp cận các sáng tạo viên của phim và đề nghị họ sản xuất thêm ba tập nữa trị giá 25 triệu đô la Mỹ, tức bằng một góc chi phí thông thường 3,5 triệu đô la Mỹ của mỗi tập phim, nhằm trở thành sản phẩm cho nền tảng trực tuyến tương lai Quibi của ông. Những tập phim sẽ được chia thành các chương dài từ 5 tới 10 phút để phù hợp với định dạng micro của Quibi. Đội ngũ của Breaking Bad đã từ chối đề nghị này, chủ yếu là vì họ không nhiều chất liệu để đưa lên ba tập phim nói trên.

### Phần điện ảnh hậu truyện
Những tin đồn về bộ phim điện ảnh Breaking Bad (dưới tựa sản xuất Greenbrier) đã nổi lên bắt đầu vào năm 2018. Phim được chính thức công bố vào tháng 2 năm 2019, và sau đó tiết lộ tựa phim là El Camino: A Breaking Bad Movie. Tác phẩm được phát hành độc quyền trên Netflix vào ngày 11 tháng 10 năm 2019 và phát sóng trên kênh AMC vào ngày 16 tháng 2 năm 2020. Phim có sự xuất hiện của Paul tái đảm nhận vai Jesse, sau những sự kiện của tập cuối loạt nguyên tác "Felina", khi nhân vật tìm kiếm tự do.

## Ảnh hưởng đến đời thật

### Nhóm hâm mộ
Năm 2015, nhà chế tác bộ phim Vince Gilligan công khai yêu cầu một bộ phận người hâm mộ loạt phim ngừng tái hiện một cảnh phim từ tập "Caballo sin Nombre" mà Walter giận giữ ném một chiếc pizza lên mái nhà sau khi Skyler từ chối để ông vào nhà; nguyên nhân là do những lời phàn nàn của chủ ngôi nhà ngoài đời thật. Cranston tái diễn nhân vật của mình trong một quảng cáo cho Esurance phát sóng trong sự kiện Super Bowl XLIX, một tuần trước khi lên sóng phần ngoại truyện Better Call Saul của Breaking Bad.

### Cáo phó và đám tang của Walter White
Một nhóm người hâm mộ Breaking Bad đã viết một cáo phó trả phí cho Walter White trên báo Albuquerque Journal vào ngày 4 tháng 10 năm 2013. Ngày 19 tháng 10 năm 2013, một buổi đưa tang giả (gồm có một xe tang và một bản sao chiếc xe RV chế ma túy của White) và dịch vụ tang lễ cho nhân vật được tổ chức tại nghĩa trang Tưởng niệm Sunset, Albuquerque. Một tấm bia mộ được đặt kèm tấm hình chụp Cranston vai White. Bất chấp một số dân cư không vui vì đám tang giả làm đóng cửa buổi biểu diễn, vé bán tham dự sự kiện đã quyên góp gần 17.000 USD cho một tổ chức từ thiện địa phương tên là Chăm sóc sức khỏe cho người vô gia cư.

### Luật báo chí của New Mexico
Tháng 5 năm 2015, luật báo chí của New Mexico xuất bản một tuyển tập 8 bài viết của các học giả luật, mỗi bài dành riêng để phân tích kỹ những vấn đề pháp lý của Breaking Bad. Những bài viết bàn về các vấn đề như liệu đặc quyền khách hàng-luật sư có bảo vệ liên lạc với Saul Goodman không, và liệu Walter White có thể đâm đơn kiện để buộc anh ta quay trở lại Gray Matter Technologies không.

### Khác
Đã có một số người cố tạo ra một nhà hàng có thật dựa theo nguyên mẫu Los Pollos Hermanos trong phim; đáng chú ý nhất vào năm 2019, Family Style, Inc. (chuỗi nhà hàng ở California, Nevada và Illinois) đã nhận được sự cho phép của Sony và lời chúc của Gilligan để bán gà phục vụ bữa tối thông qua ứng dụng Uber Eats, với nhãn thương hiệu "Los Pollos Hermanos" theo thỏa thuận dài ba năm. Các nhà chức trách luật đã báo cáo về số ít các trường hợp thu giữ methamphetamin màu xanh pha lê trong các vụ bắt giữ truy quét tội phạm bán ma túy. Sự xuất hiện của "ma túy xanh" trong đời thực được cho là nhờ có sự nổi tiếng của Breaking Bad.